# Velká Fatra

Vnitřní Západní Karpaty, Velká Fatra červeně

Velká Fatra (slovensky Veľká Fatra) je pohoří na středním Slovensku v Žilinském kraji a menší části v Banskobystrickém kraji. Je součástí krajinného celku Fatransko-tatranská oblast, který je součástí Vnitřních Západních Karpat. Po Vysokých, Nízkých Tatrách, Oravských Beskydech, Chočských vrších a Malé Fatře je šestým nejvyšším pohořím Slovenska. Významnou část pohoří zabírá  Národní park Velká Fatra.
Nejvyšší horou je Ostredok s nadmořskou výškou 1596 m n. m. Na severu tvoří hranici oblasti řeka Váh, dále řeka Orava, východní vede Revúckým podolím, jižní je určena převážně Harmaneckou dolinou a západní tvoří Turčianska kotlina. Celé území patří do povodí Váhu. Pohoří je hustě zalesněné pouze s výjimkou bezlesých hřebenů. Oblast Velké Fatry je oblíbenou letní i zimní turistickou lokalitou.

## Vymezení polohy
Na severu tvoří hranici oblasti řeka Váh (mezi Krpeľany a Kraľovany), dále řeka Orava. K Velké Fatře se severně od Váhu přiřazují i vrcholy Šípské Fary - Šíp, Havran, Ostré, Kečky, Radičiná a Čebrať, hranice prochází po jejich severním úpatí až po údolí Likavského potoka a jeho soutok s Váhem v Ružomberku. Východní hranice vede širokým Revúckým podolím, Korytnickou dolinou a Starohorskou dolinou. Na jihu je k oblasti přičleněn masiv vyhlídkové hory Japeň (z geomorfologického hlediska je součástí Starohorských vrchů, které jsou samostatnou geomorfologickou jednotkou). Na Velkou Fatru z jižní strany bezprostředně navazují vulkanické Kremnické vrchy. Jižní hranice mezi těmito pohořími probíhá po geologické linii oddělující vápence od vulkanických hornin a je definována převážně Harmaneckou dolinou a v menší míře svahem hory Kotolnice, ležící jižně od údolí. Západní hranici pohoří tvoří výrazná zlomová linie, která ho odděluje od Turčianské kotliny. Hranice prochází od jihu na sever po spojnici obcí Blatnica, Necpaly, Belá-Dulice a Sklabiňa. 

## Geomorfologické členění
Geomorfologické poměry Velké Fatry jsou výsledkem dlouhodobého vývoje. Pohoří Velká Fatra představuje samostatný celek patřící do Fatransko-tatranské oblasti Vnitřních Západních Karpat. Podle charakteristických rysů reliéfů se člení na 7 geomorfologických podcelků.

### Bralná Fatra
Bralná Fatra se nachází v jihozápadní části pohoří a zabírá boční hřebeny a údolí svažující se do Turca. Na severu vede hranice s podcelkem Lysec Necpalskou dolinou, na východě hraničí s Hôľnou Fatrou v linii Dedošová dolina, západní úpatí Kráľovej skaly, Bystrická a Turecká dolina. Po krátkém úseku Starohorskou dolinou pokračuje hranice se Starohorskými vrchy lesním terénem po jižním úpatí hřebene Japeň a západně od obce Dolný Harmanec začíná Flochovský hřbet, podcelek Kremnických vrchů. Tato jižní hranice vede mimo údolí a je poměrně obtížně identifikovatelná. Západní okraj Bralné Fatry strmě klesá do Turčianskej kotliny, kde se rozkládají Diviacka a Mošovská pahorkatina

### Hôľná Fatra
Hôľná Fatra se nachází v centrální části pohoří a zabírá i jižní část liptovské větve hlavního velkofatranského hřebene. Obklopují ho podcelky Velké Fatry, jen jižní hranice sousedí se Starohorskými vrchy. Západně sa nachází Bralná Fatra, na severozápadě podcelek Lysec, severně Šiprúň, východně Revúcké podolie a jihovýchodně Zvolen.

### Lysec
Lysec se nachází v západní části pohoří a obsahuje celou turčianskou větev hlavního velkofatranského hřebene, stejně jako boční hřebeny a údolí, svažující se do Turca. Na severu prochází Ľubochnianským sedlem hranice se Šípskou Fatrou, Ľubochnianska dolina odděluje Lysec od podcelků Šiprúň a Hôľná Fatra. Sedlem mezi Javorinou (1328 m n. m.) a Šoproňom (1370 m n. m.) vede hranice s Hôľnou Fatrou do Belianskej doliny a sedlem mezi Prierastlým (1240 m n. m.) a Osičným (1107 m n. m.) do Necpalské doliny. Jižní hranice pokračuje údolím s podcelkem Bralná Fatra a západní okraj Lysce strmě padá do Turčianské kotliny. V jižní části sousedí Mošovská pahorkatina, severněji Sklabinské podhorie a v nejsevernějším výběžku je to východní okraj Turčianských niv.

### Revúcké podolie
Revúcké podolie se nachází ve východní části pohoří a zabírá úzký pás levého břehu řeky Revúca v Revúckej doline. Na severu hraničí s podcelkem Šípská Fatra, na severovýchodě na krátkém úseku sousedí s Liptovskou kotlinou, východním sousedem jsou Ďumbierské Tatry. Jižně od Liptovské Osady Revúcke podolie hraničí s podcelkem Zvolen, západně se nachází Hôľná Fatra a Šiprúň.

### Šiprúň
Šiprúň se nachází v severovýchodní části pohoří a zabírá část liptovské větve hlavního velkofatranského hřebenu. Obklopují ho pouze podcelky Velké Fatry a jako jediný netvoří vnější hranici pohoří. Severně leží Šípska Fatra, východně Revúcké podolie a jižně Hôľná Fatra. Na západě má výraznou hranici s podcelkem Lysec Ľubochnianska dolina.

### Šípska Fatra
Šípska Fatra se nachází v severní části pohoří. Až do roku 1978 byla součástí Chočských vrchů, ale pro větší geologickou příbuznost byla přeřazena do Velké Fatry. Nejvyšším vrcholem je Vtáčnik (1236,3 m n. m.).

### Zvolen
Zvolenský podcelek od zbytku Velké Fatry odděluje Revúcka dolina na severu a západě a horské sedlo Veľký Šturec na jihu. Od východně situovaných Nízkých Tater je to Korytnická dolina a od Starohorských vrchů na jihovýchodě údolí Starohorského potoka.

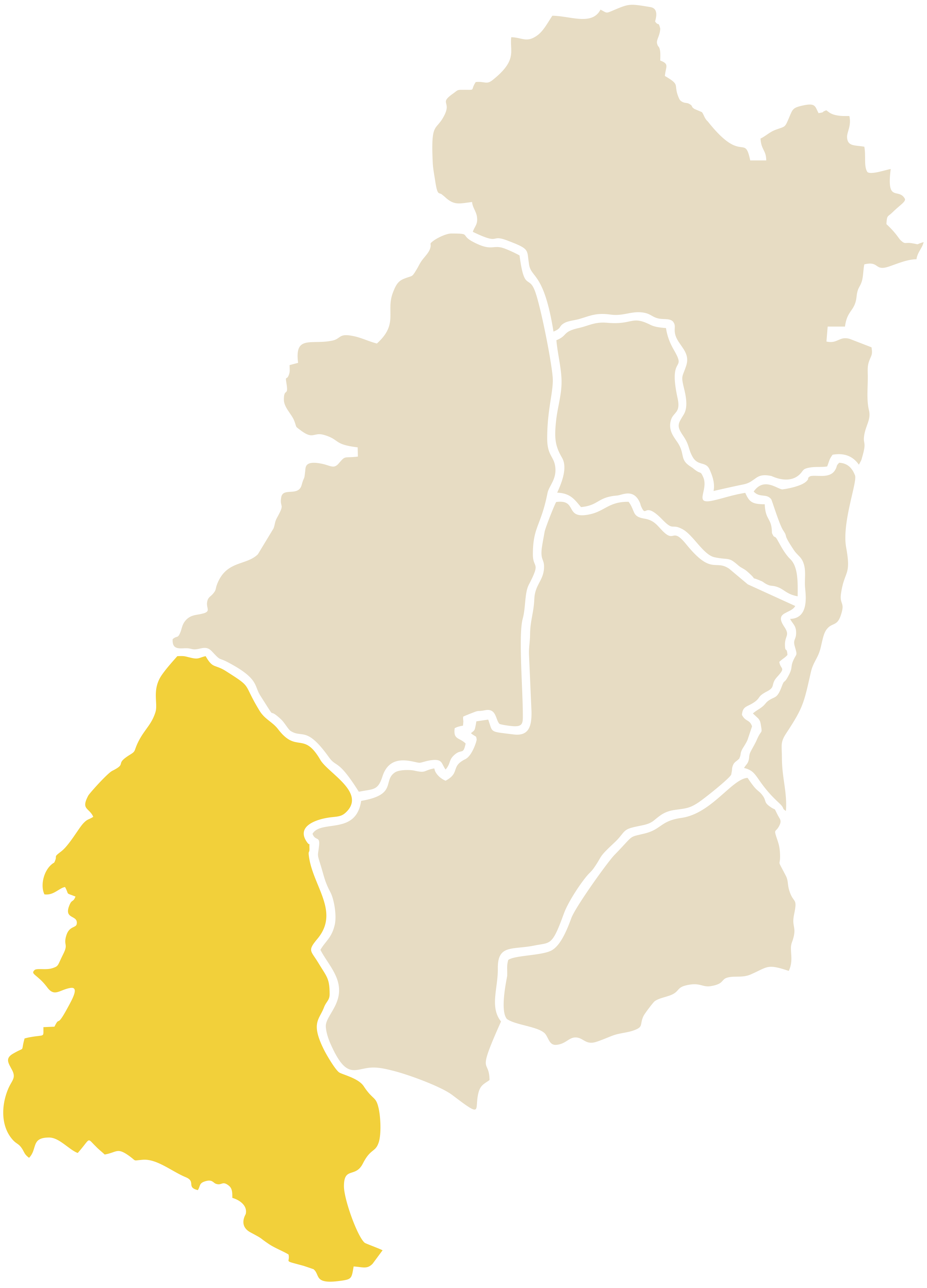
Bralná Fatra
Hôľná Fatra
Lysec
Revúcké podolie
Šiprúň
Šípská Fatra
Zvolen

## Vrcholy a údolí
Nejvyšším vrcholem je Ostredok (1595,58 m n. m.). V roce 2016 názvoslovní komise Úřadu geodézie, kartografie a katastru Slovenské republiky projednala změnu jména, polohy a výšky Ostredku. Jméno Ostredok zůstalo pro nejvyšší bod masívu, byla tak však pojmenovaná jižněji položená nová kóta. Nadmořskou výšku nižší z kót úřad zpřesnil na 1 592,54 m n. m. a výšku vyšší z kót upřesnil na 1 595,58 m n. m. (zaokrouhleně 1 596 m n. m.). K dalším známým horám patří například Ploská, Rakytov, Ostrá, Tlstá nebo Drienok. Seznam vrcholů vyšších než 1300 m n. m. uvádí Seznam vrcholů ve Velké Fatře.
Nejdelším údolím je Ľubochnianská dolina, dlouhé necelých 25 km. Další významná jsou Blatnické a Gaderské.

## Hlavní hřeben
Hlavní hřeben směřuje od jihu z Krížné k severu, přes nejvyšší horu Velké Fatry Ostredok a dále na Suchý vrch a Ploskou, kde se dělí na severní Klačianský hřeben (nejvyšší vrchol Kľak, 1394 m) a severovýchodní Rakytovský hřeben (nejvyšší vrchol Rakytov, 1567 m). Používají se též jména Turčianská a Liptovská větev pohoří.
Klačianský hřeben je zalesněný, na mnoha místech úzký a svahy strmě spadají do dolin. Rakytovský hřeben je často tvořen loukami, je oblý a s méně strmými svahy.

## Ochrana přírody
V roce 1971 bylo území Velké Fatry vyhlášeno chráněnou krajinnou oblastí (CHKO) o rozloze 60 610 ha. V roce 2002 byla nařízením vlády byla Chráněná krajinná oblast Velká Fatra překlasifikována na Národní park Velká Fatra.
Na území Velké Fatry velké množství chráněných území.

### Národní přírodní rezervace
- Borišov
- Čierny kameň
- Harmanecká tisina
- Jánošíkova kolkáreň
- Kornietová
- Kundračka
- Lysec
- Madačov
- Padva
- Rumbáre
- Skalná Alpa
- Suchý vrch
- Šíp
- Tlstá
- Velká Skalná

NPR Borišov
NPR Čierny kameň
NPR Harmanecká tišina
NPR Jánošíkova kolkáreň
NPR Kornietová
NPR Kundračka
NPR Lysec
NPR Madačov
NPR Padva
NPR Rumbáre
NPR Skalná Alpa
NPR Suchý vrch
NPR Šíp
NPR Tlstá
NPR Veľká Skalná

### Přírodní rezervace
- Biela skala
- Katova skala
- Korbeľka
- Močiar
- Rojkovská travertínová kopa
- Rojkovské rašelinisko
- Smrekovica

### Přírodní památky
- Blatné
- Dogerské skaly
- Jazierske travertíny
- Krkavá skala
- Majerova skala
- Matejkovský kamenný prúd
- Mažarná
- Prielom Teplého potoka
- Vlčia skala

PP Blatné
PP Dogerské skaly
PP Jazierske travertíny
PP Krkavá skala
PP Majerova skala
PP Matejkovský kamenný prúd
PP Mažarná
PP Prielom Teplého potoka
PP Vlčia skala

### Evropsky významné lokality
- Močiar

### Chráněné areály
- Dekretov porast
- Háj pred Teplou dolinou
- Jazernické jazierko
- Krásno
- Revúca
- Žarnovica

CHA Dekretov porast
CHA Háj pred Teplou dolinou
CHA Jazernické jazierko
CHA Krásno
CHA Revúca
CHA Žarnovica

### Lokality světového dědictví UNESCO
- Vlkolínec

Nejstarším maloplošným chráněným územím je Harmanecká tisina (1949), zřízená hlavně na ochranu třetihorního reliktu tisu červeného, který dnes dosahuje na území NP Velká Fatra nejrozsáhlejšího výskytu ve střední Evropě.

## Fauna

### Ptáci
V lesních územích s otevřenými plochami se vyskytuje orel skalní (Aquila chrysaetos), střemhlavým letem tu loví sokol stěhovavý (Falco peregrinus), ve výškách mezi 800 - 1400 metrů hnízdí a loví datlík tříprstý (Picoides tridactylus). Řadou 5-10 stoupavých tónů čók-čúk-čýk-čík se ozývá nejmenší zástupce sov kulíšek nejmenší, prostor s ním obývá jeho příbuzný výr velký (Bubo bubo). Na balvany u potoků a potůčků usedá konipas horský (Motacilla cinereaa), stejně jako skorec vodní (Cinclus cinlus)  a ledňáček říční (Alcedeo atthis). V lesích a tůních loví čáp černý (Ciconia nigra). Hrabivé zastupují tetřev hlušec (Tetrao urogallu)  a tetřívek obecný (Lyrurus tetrix). V lesích se vyskutuje dudek chocholatý (Upupa epops), datel černý (Dryocopus martius), krkavec velký (Corvus corax), rehek domácí (Phoenicurus ochruros)  a lejsek šedý (Muscicapa striata). Zpěvem se prozradí linduška horská (Anthus spinoletta).

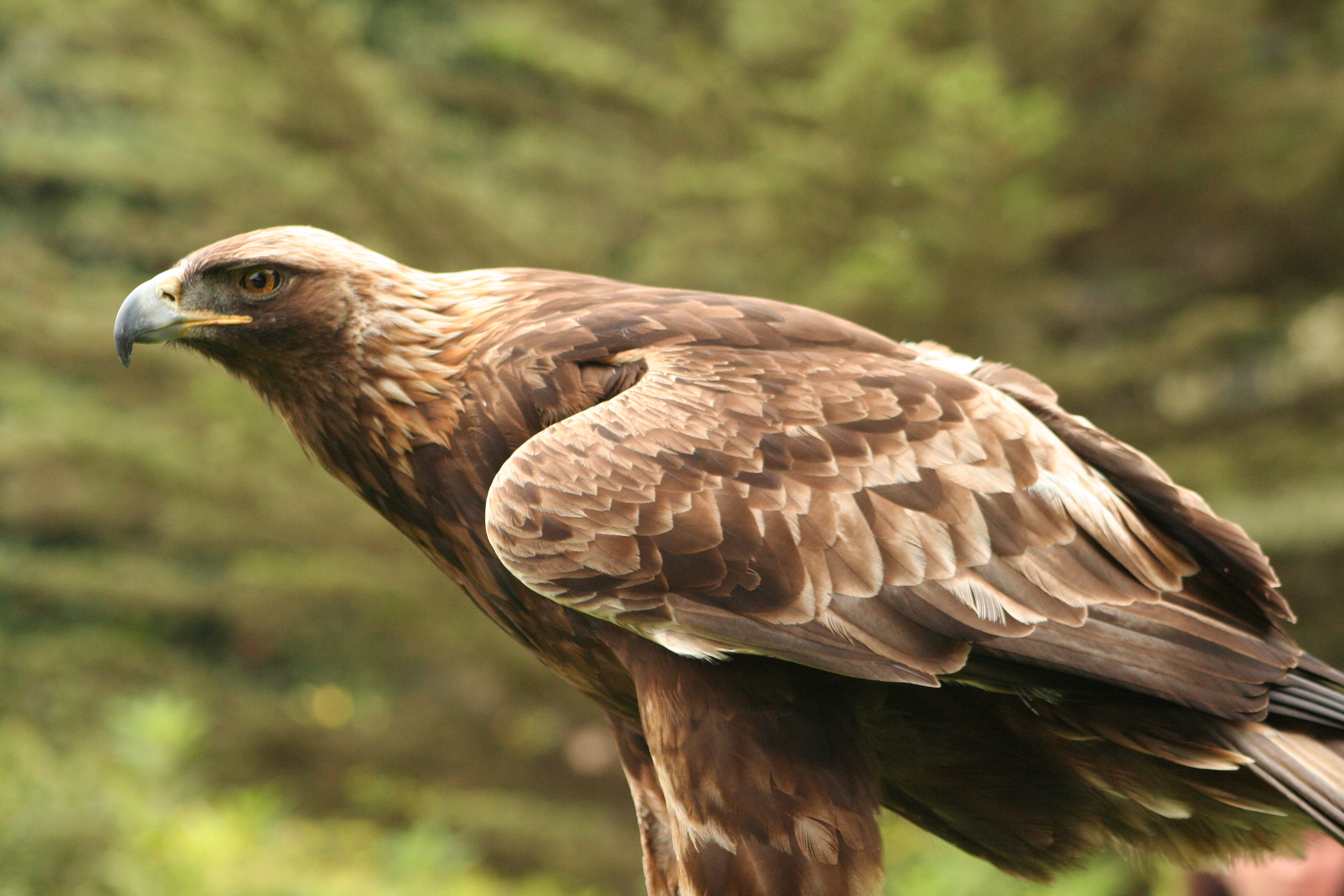
orel skalní
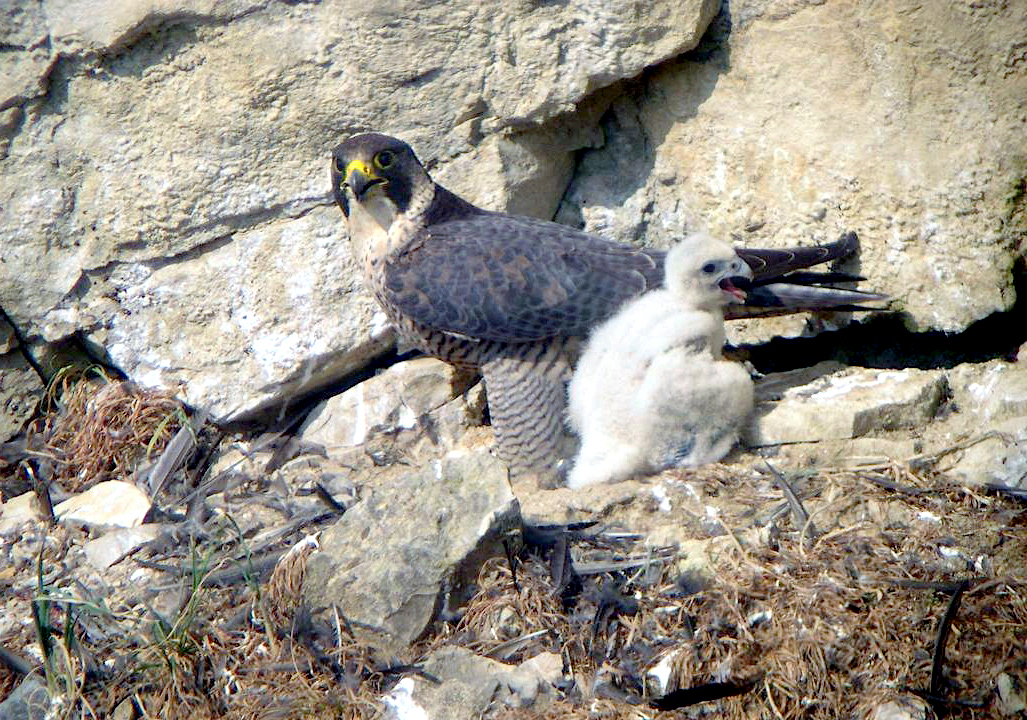
sokol stěhovavý
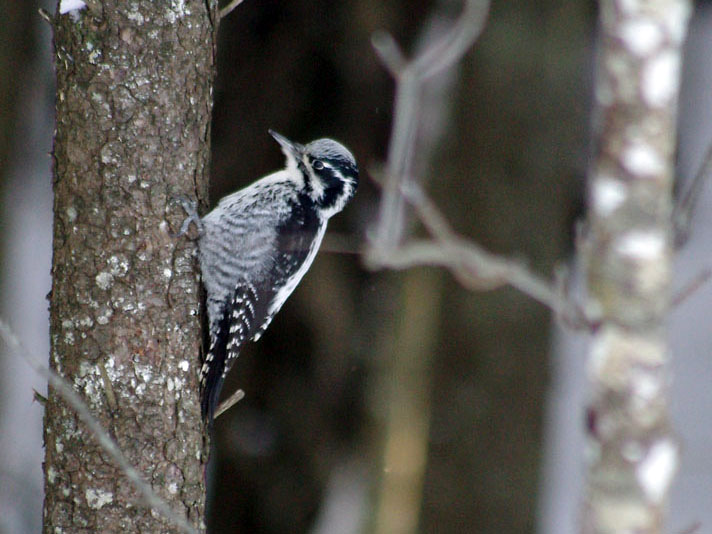
datlík tříprstý
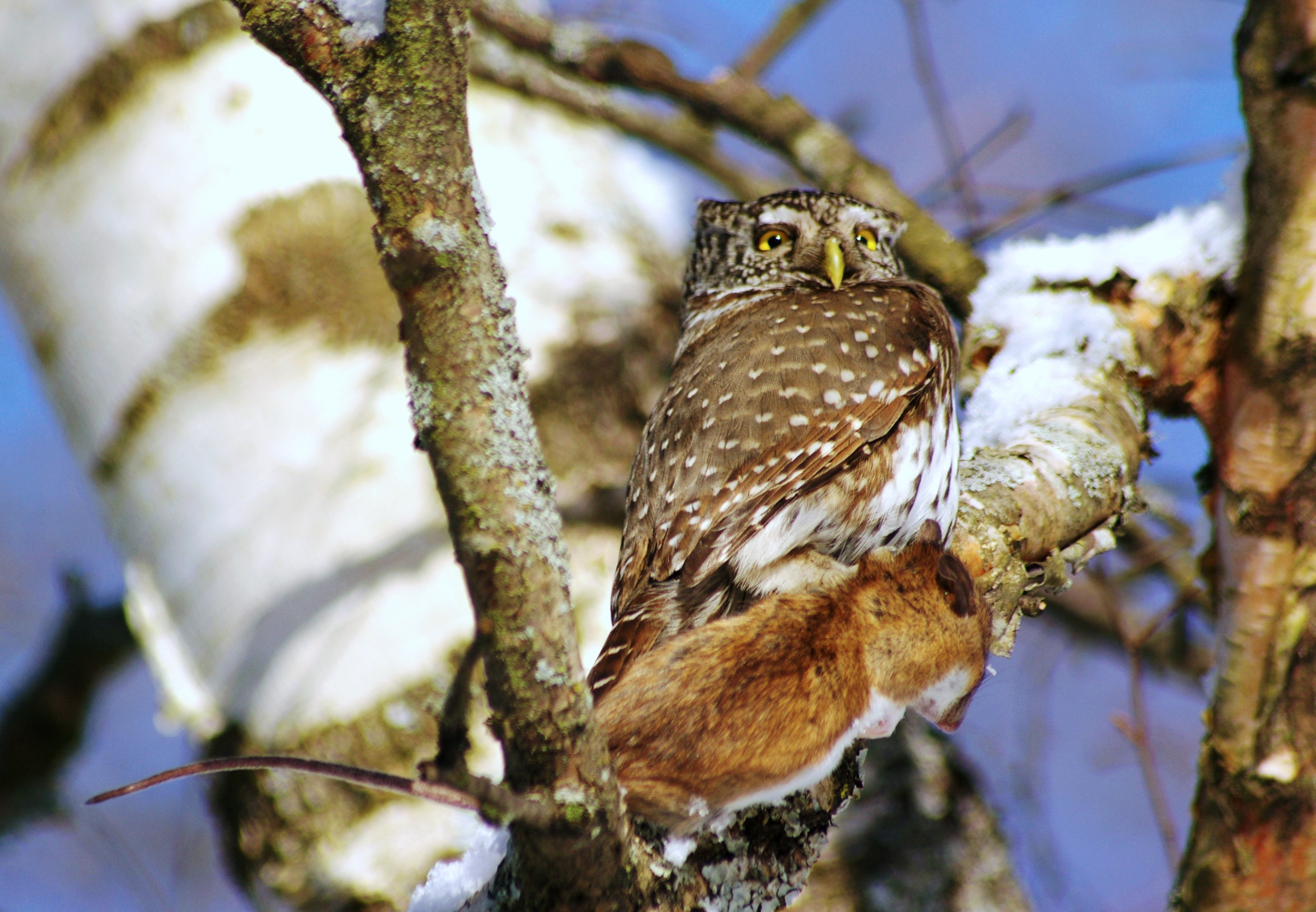
kulíšek nejmenší
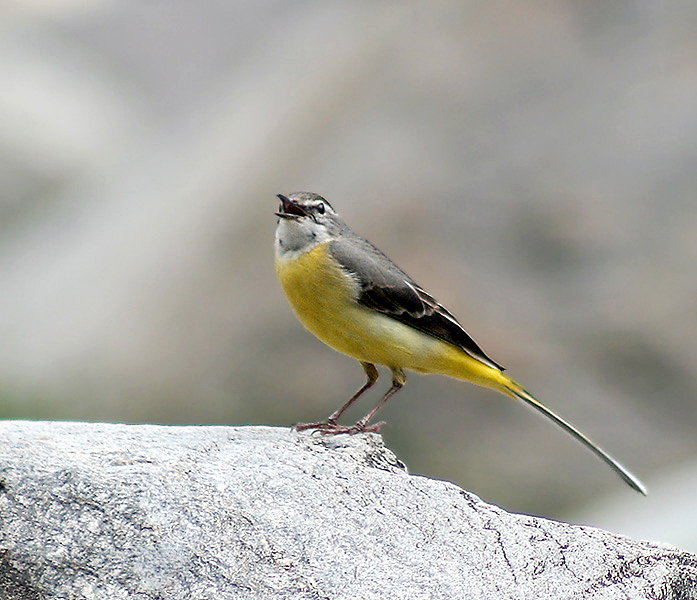
konipas horský
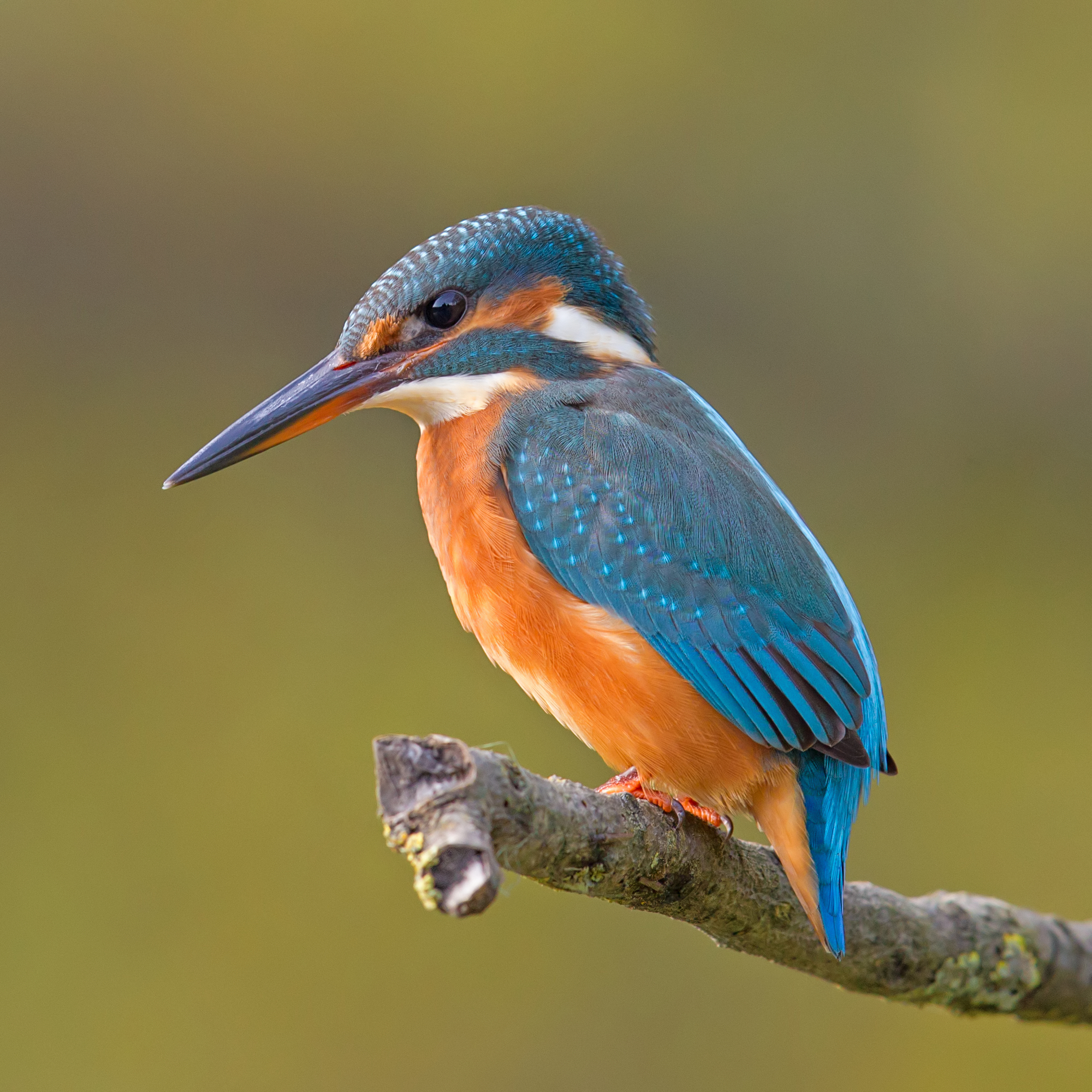
ledňáček říční
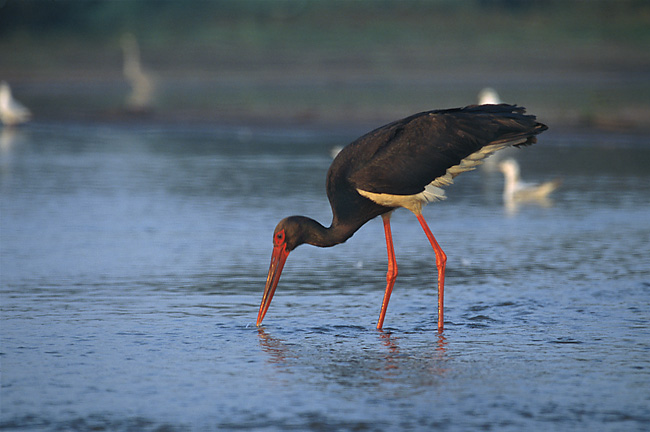
čáp černý
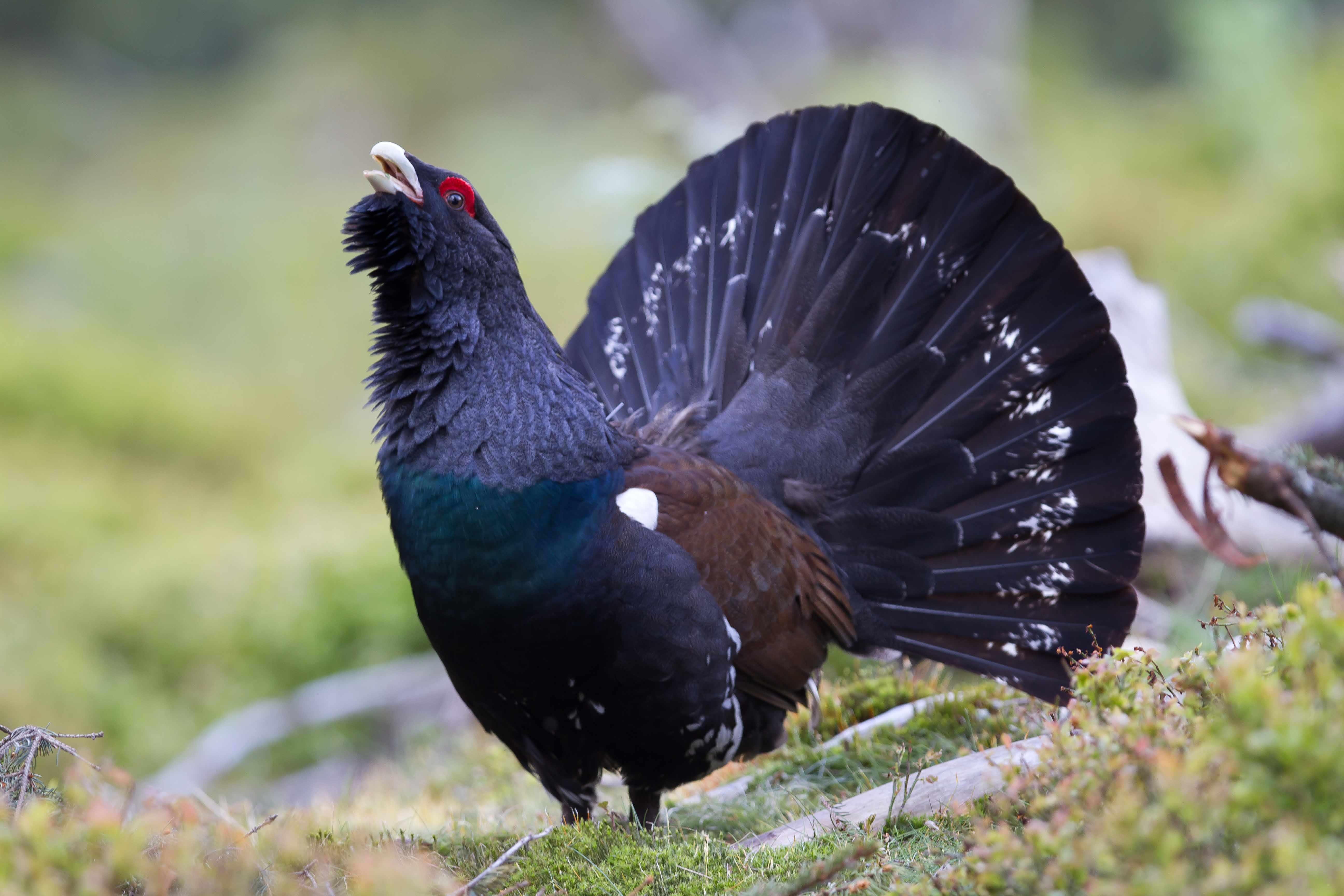
tetřev hlušec
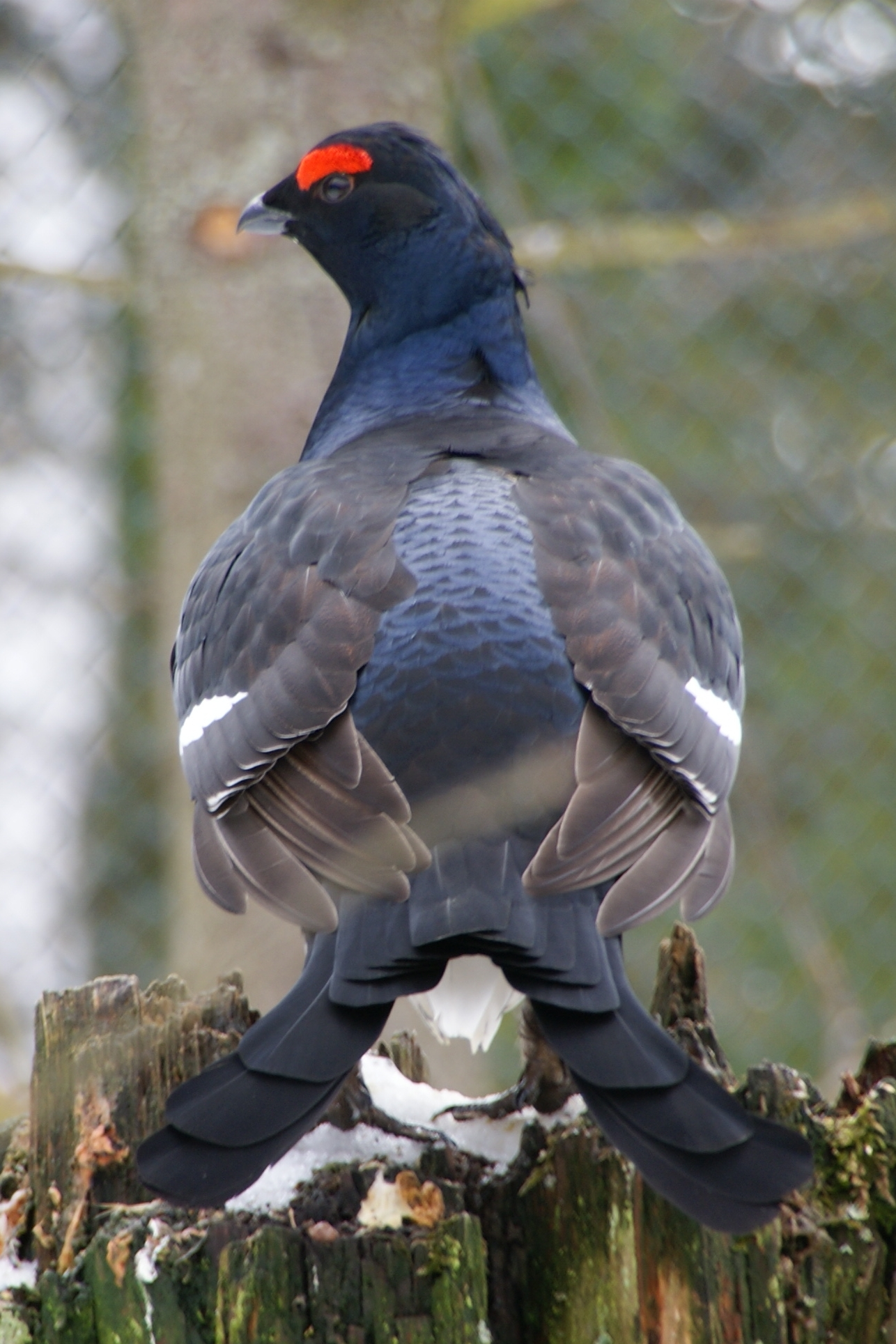
tetřívek obecný
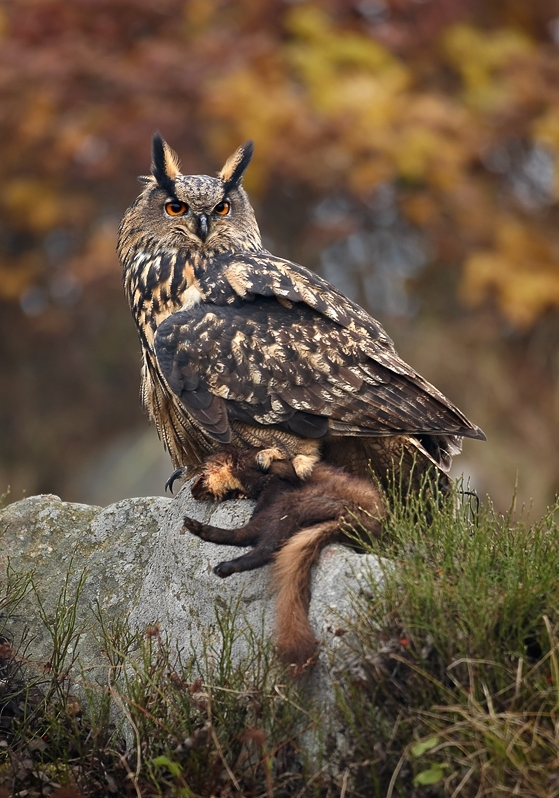
výr velký
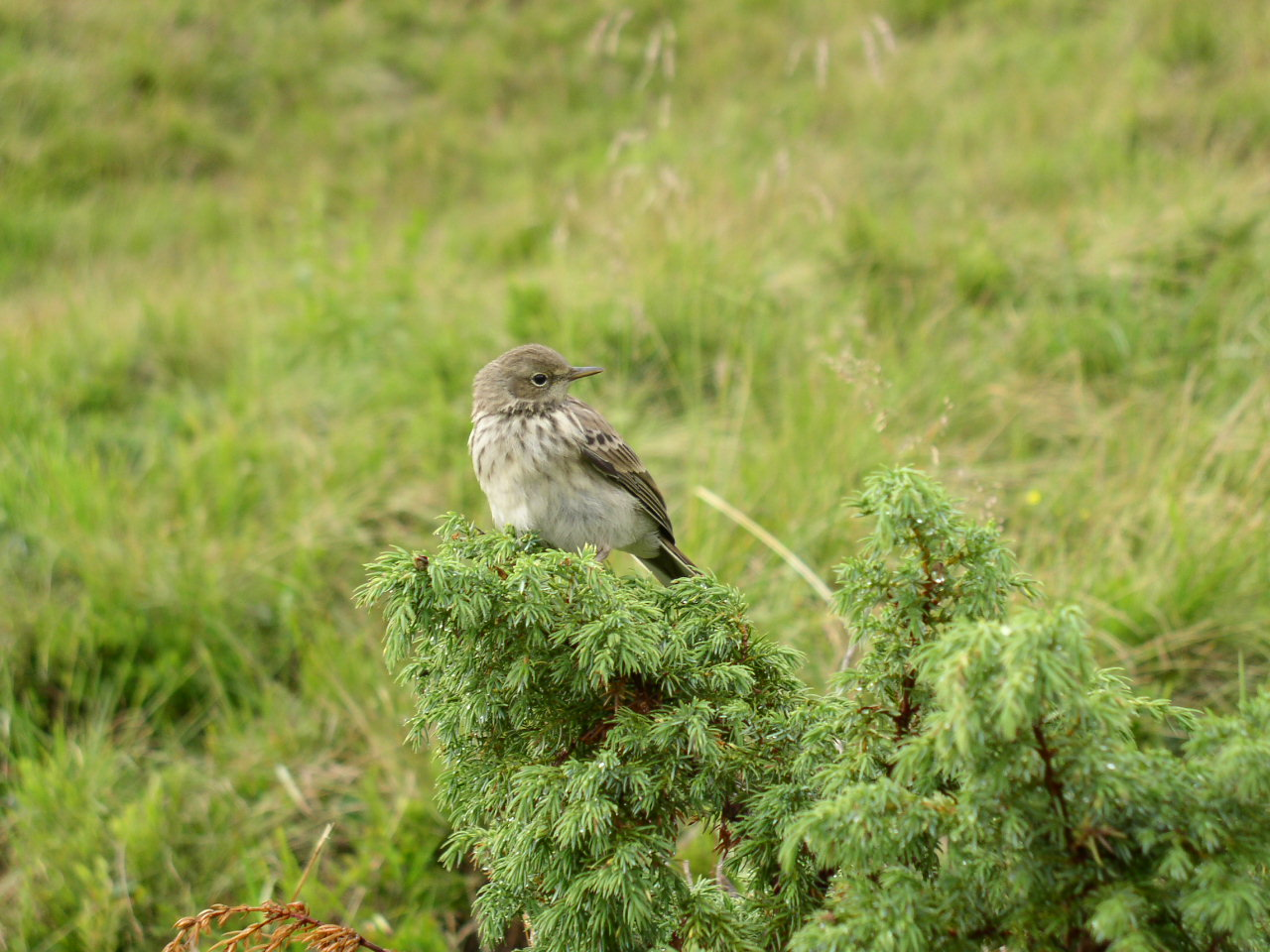
linduška horská
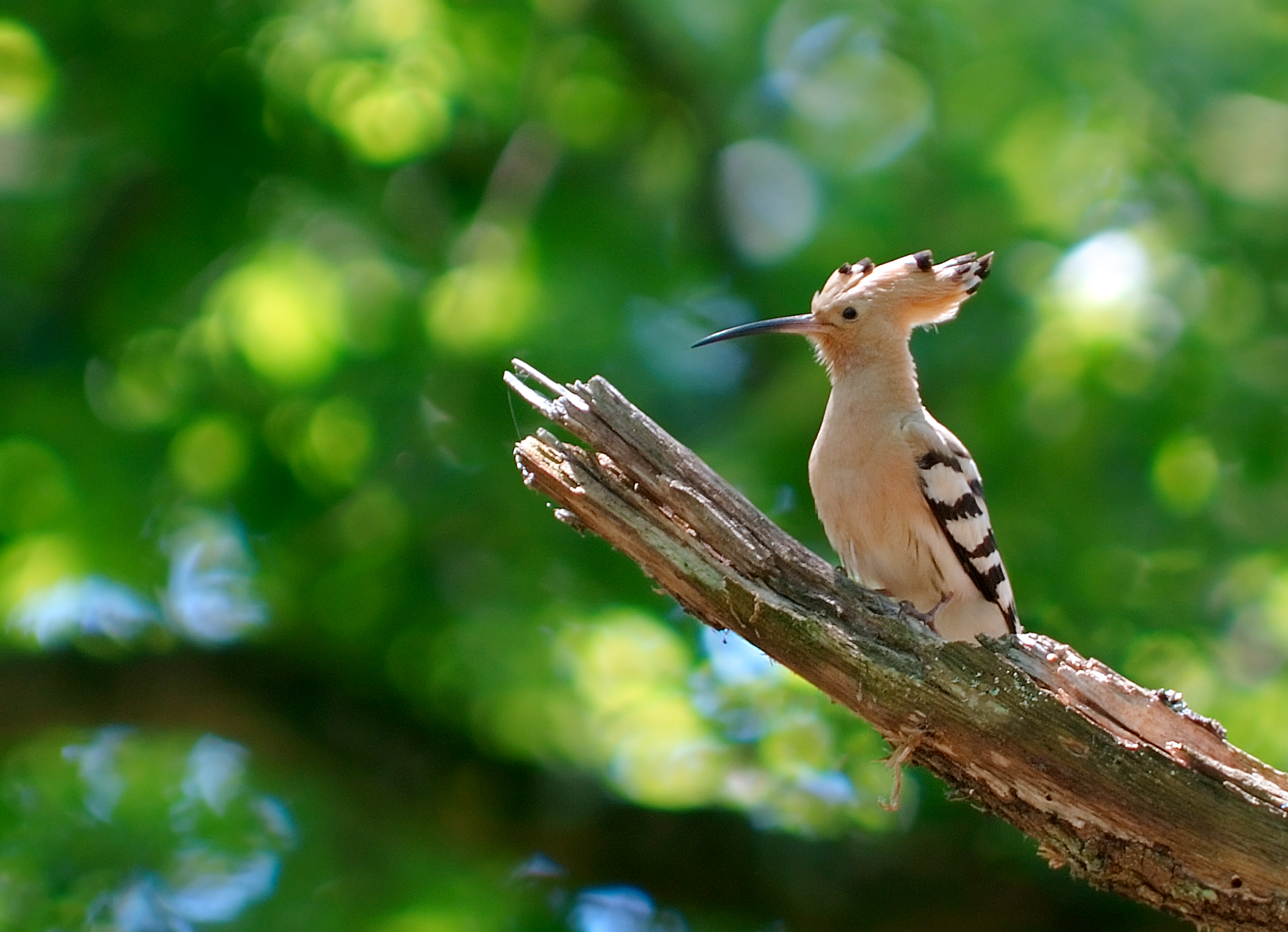
dudek chocholatý
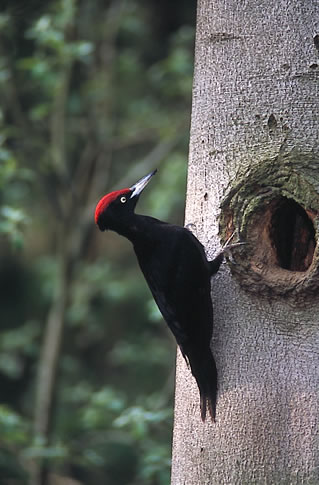
datel černý
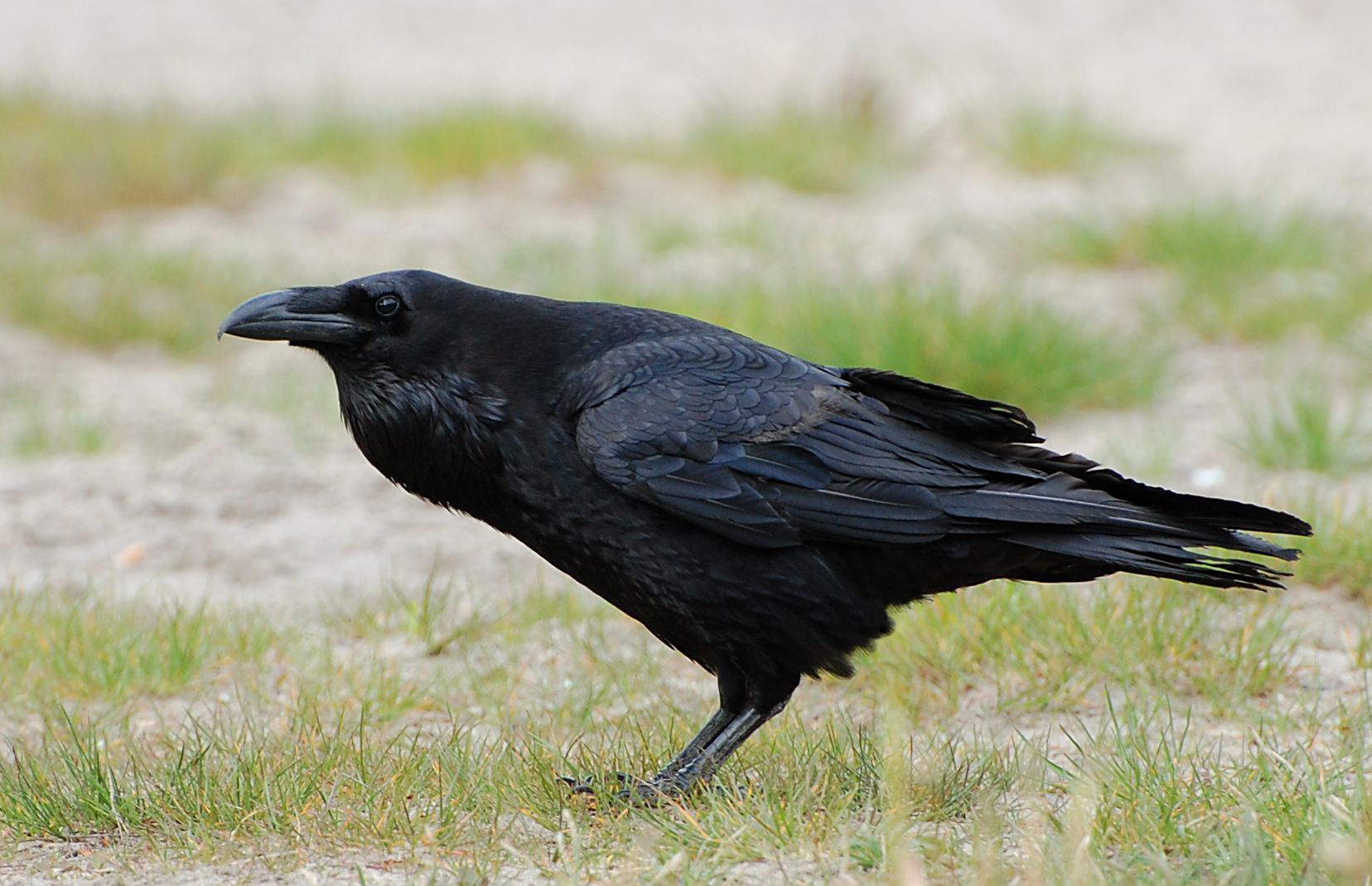
krkavec velký
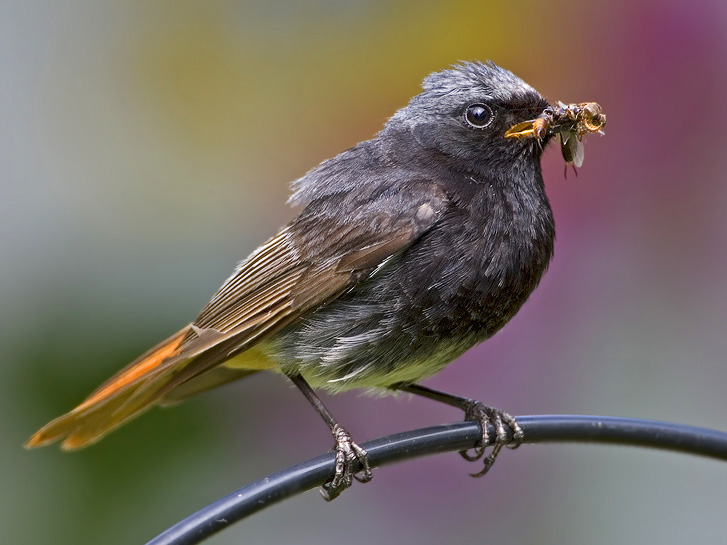
rehek domácí
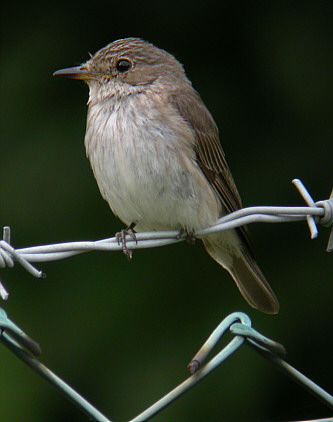
lejsek šedý

### Netopýři
Netopýry ve Velké Fatře především zastupují tyto čtyři druhy: vrápenec velký (Rhinolophus ferrumequinum), vrápenec malý (Rhinolophus hipposideros), netopýr velkouchý (Myotis bechsteini) a netopýr pestrý (Vespertilio murinus).

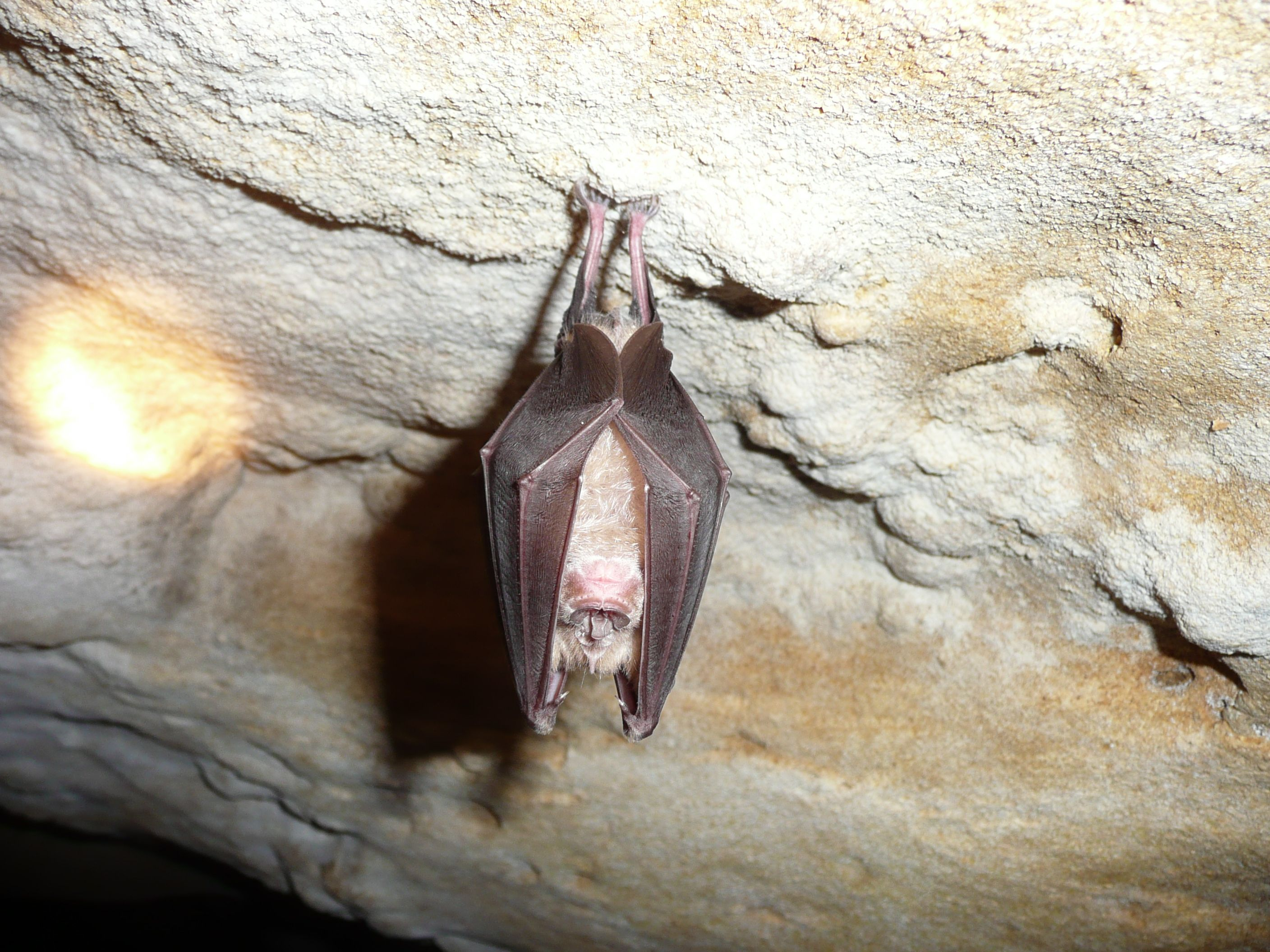
vrápenec velký
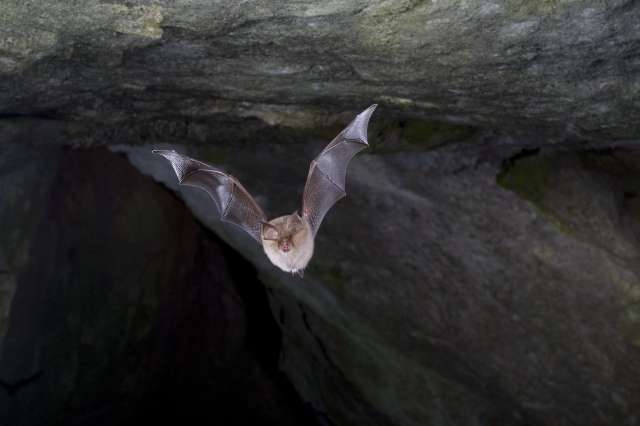
vrápenec malý
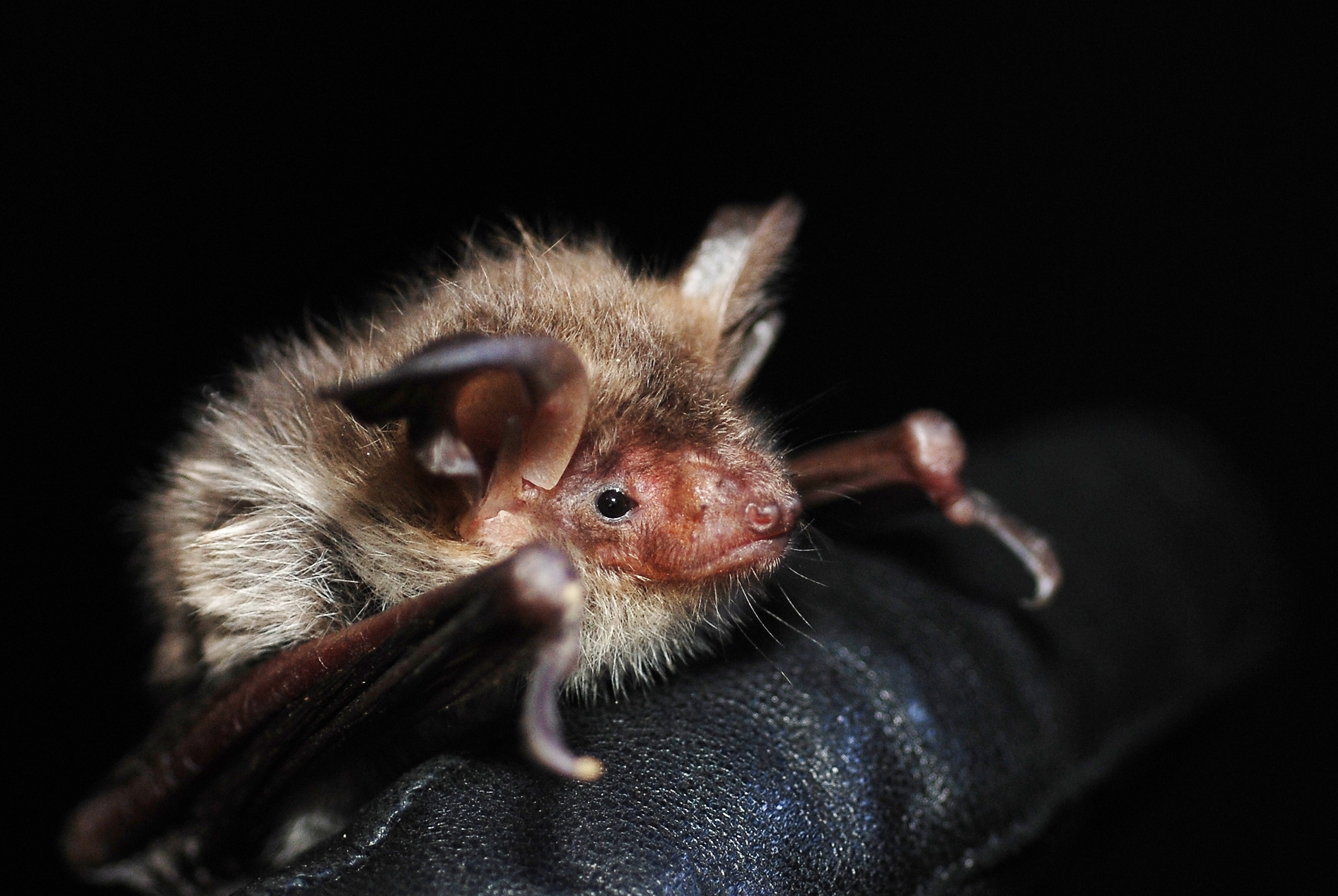
netopýr velkouchý
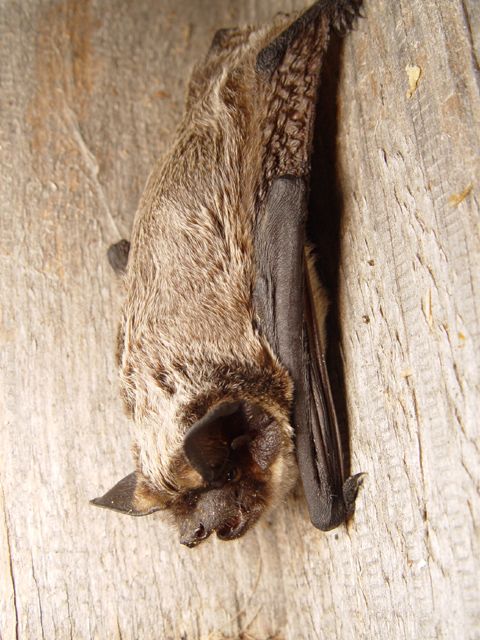
netopýr pestrý

### Plazi a obojživelníci
Z plazů se ve Velké Fatře vyskytují zejména zmije obecná (Vipera berus), užovka hladká (Coronella austriaca), užovka stromová (Elaphe longissima), ještěrka živorodá (Lacerta vivipara), obojživleníky zastupují mlok skvrnitý (Salamandra salamandra), čolek horský (Triturus alpestris) a čolek karpatský (Lissotriton montandoni), ropucha zelená (Bufo viridis), ropucha obecná (Bufo bufo) a skokan hnědý (Rana temporaria). 

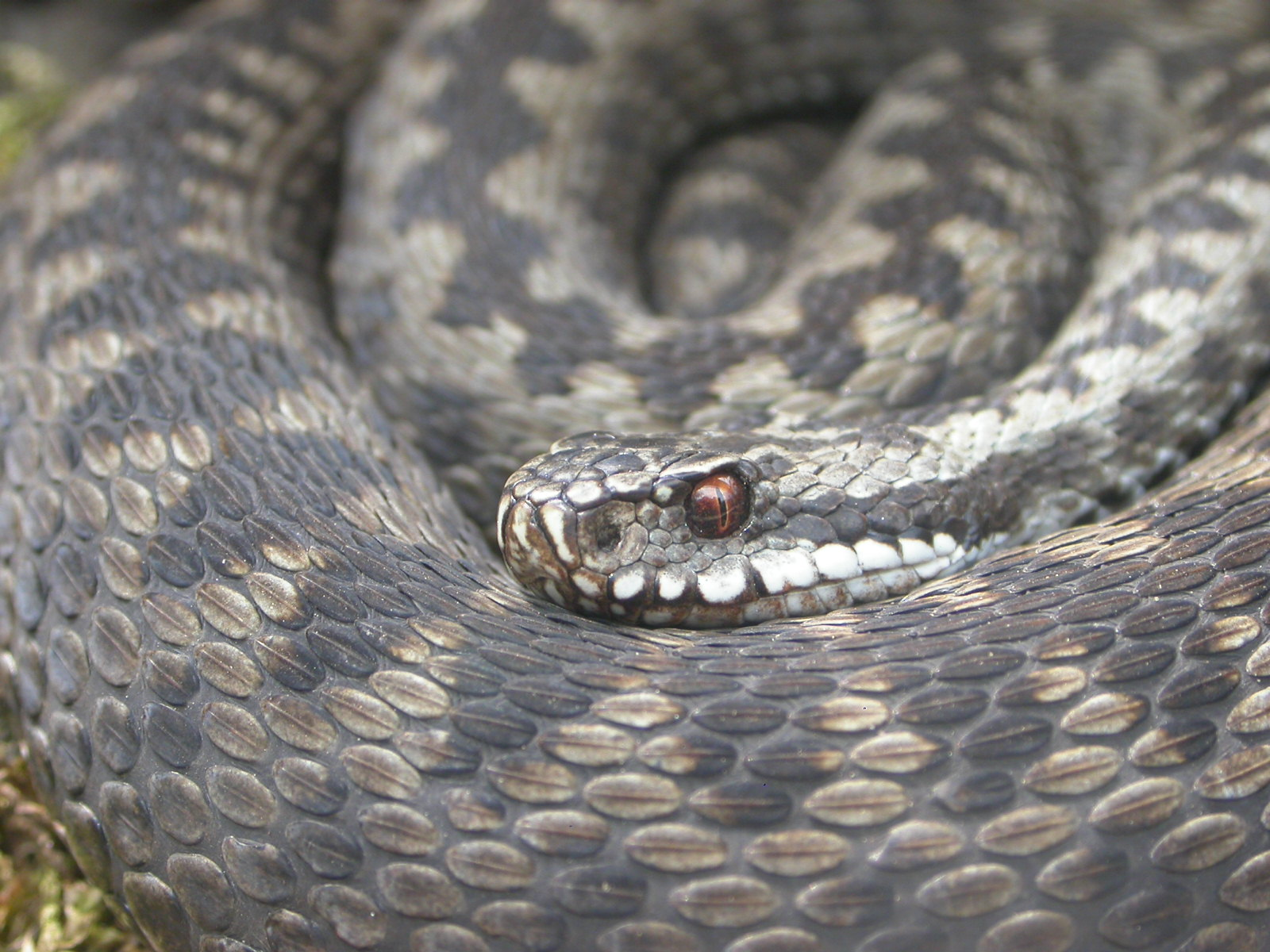
zmije obecná
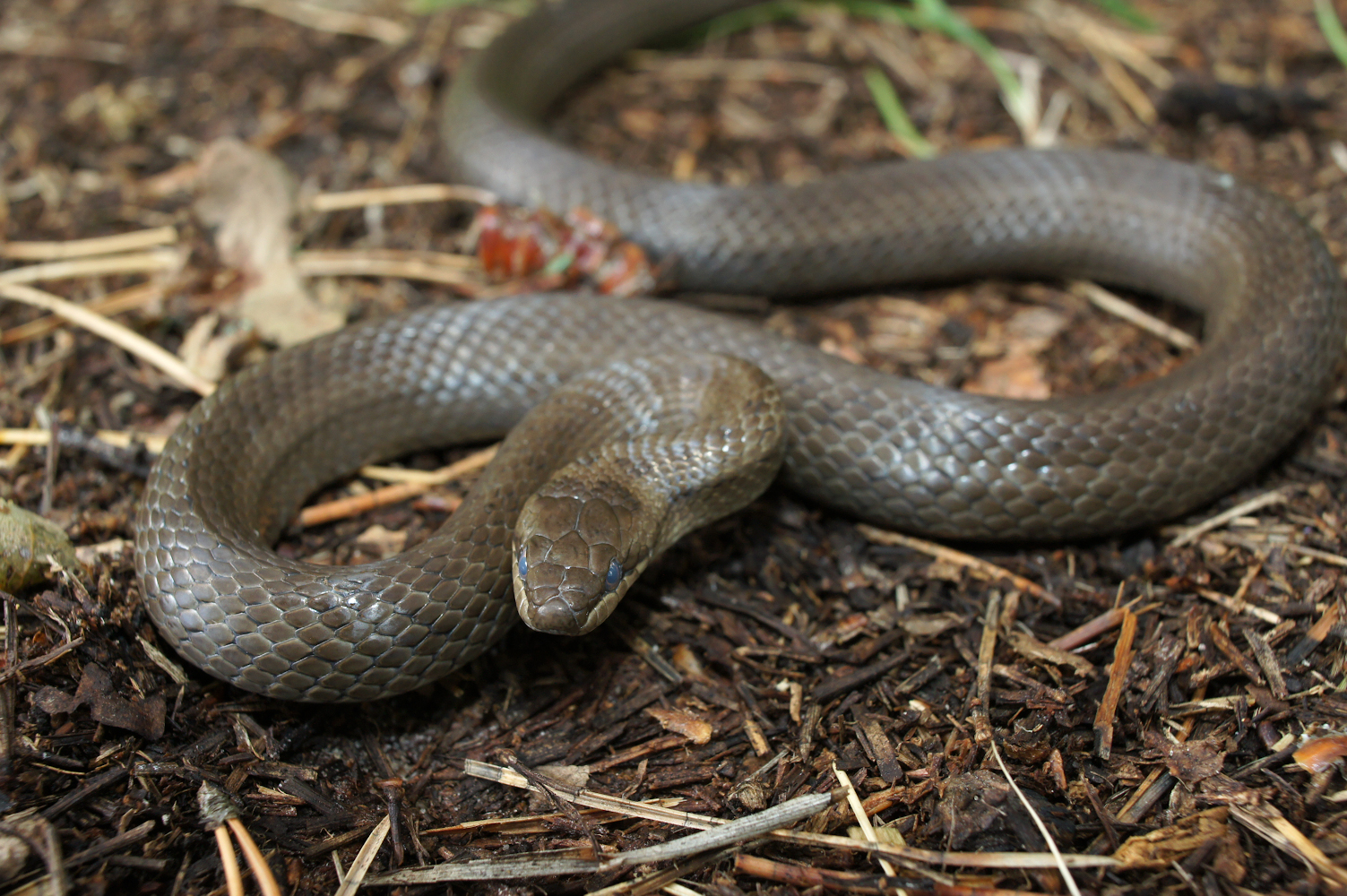
užovka hladká
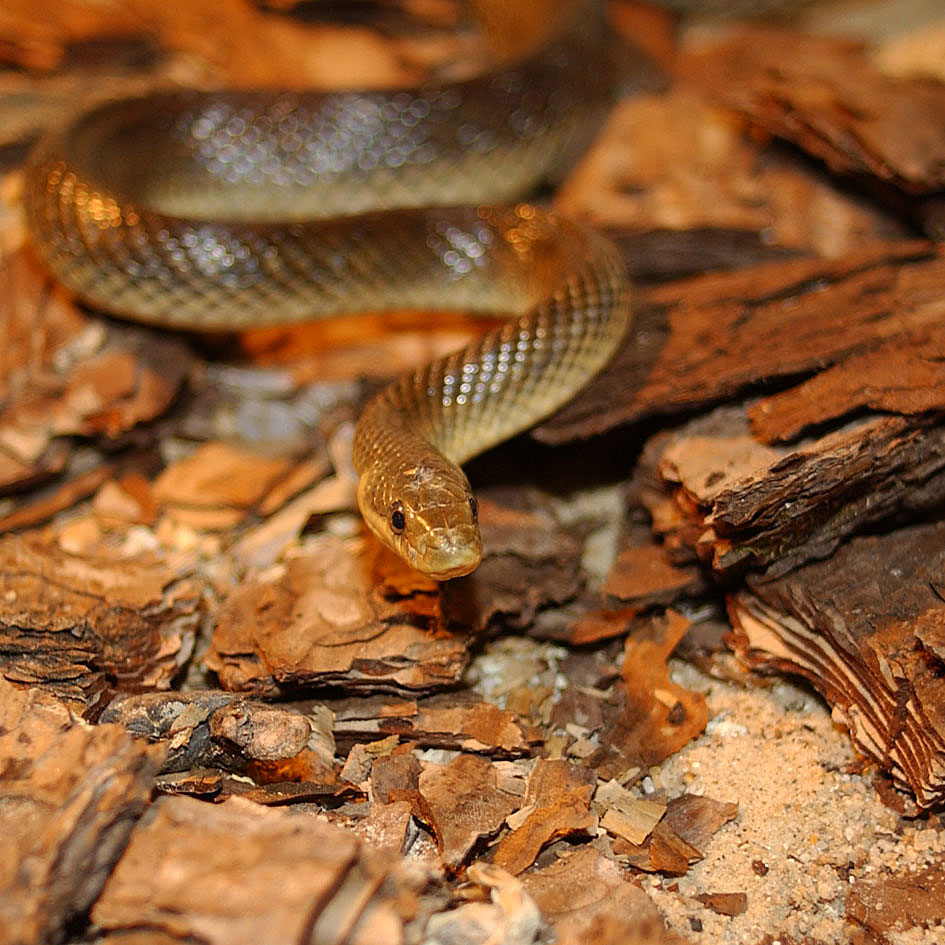
užovka stromová
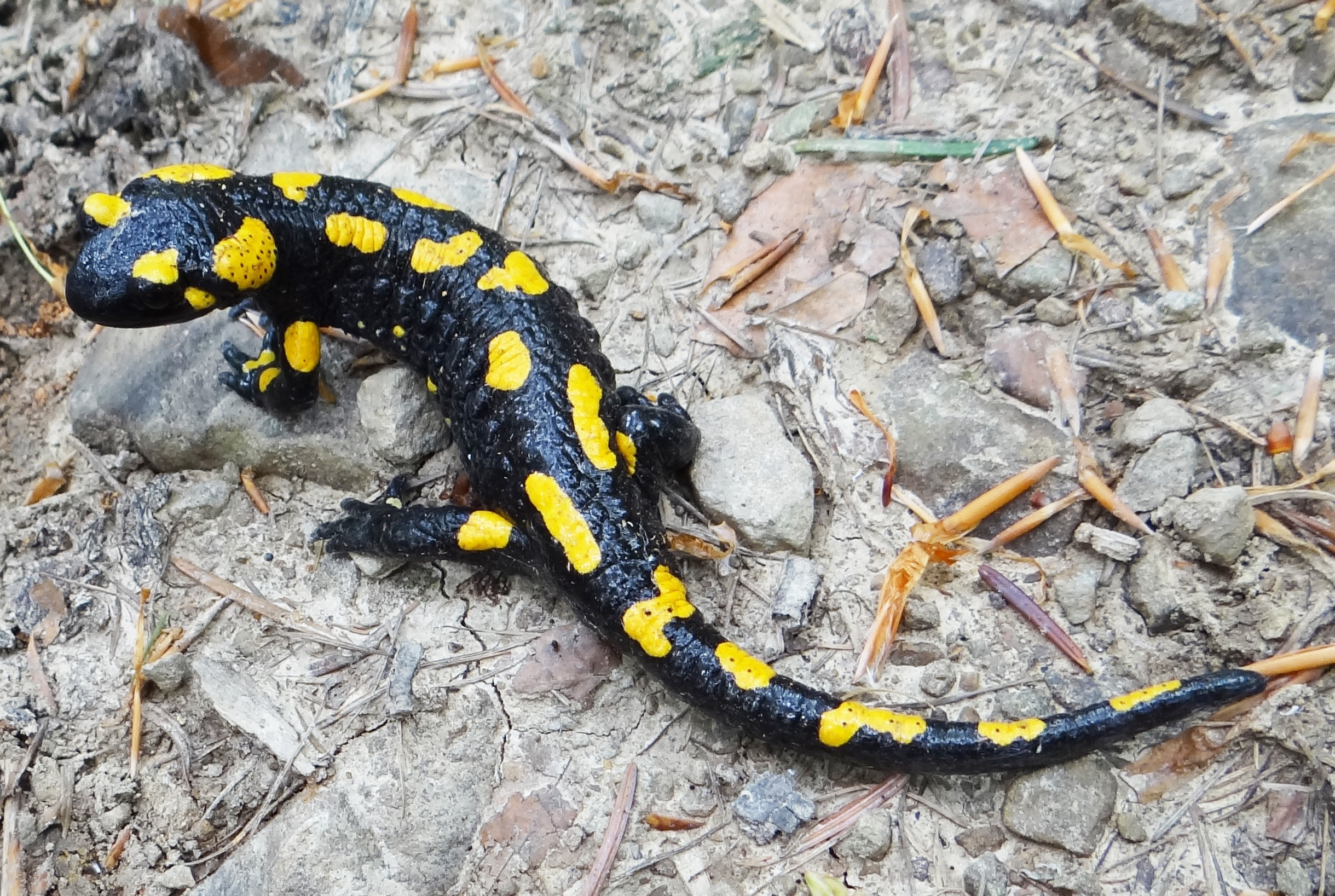
Mlok skvrnitý
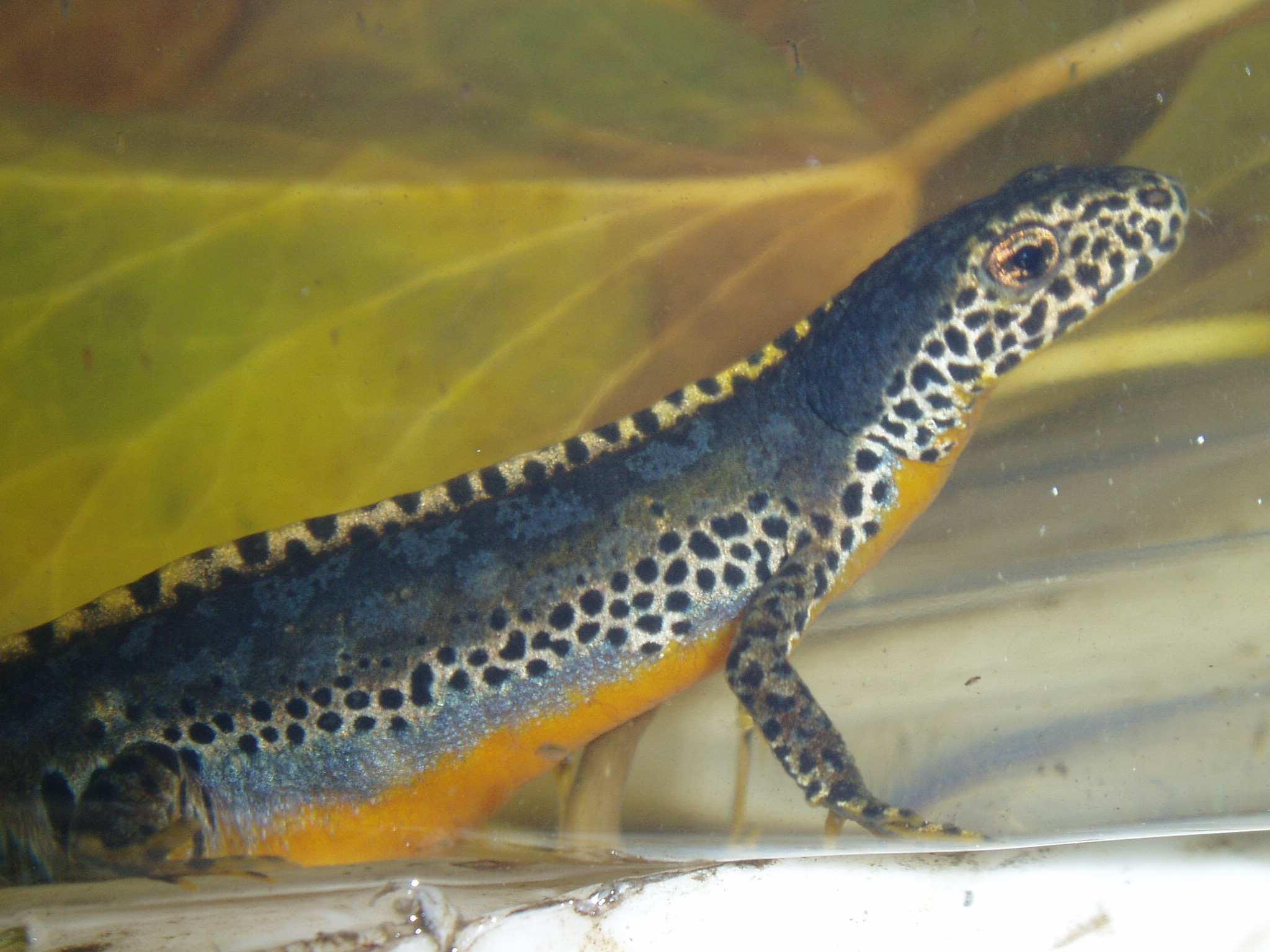
čolek horský
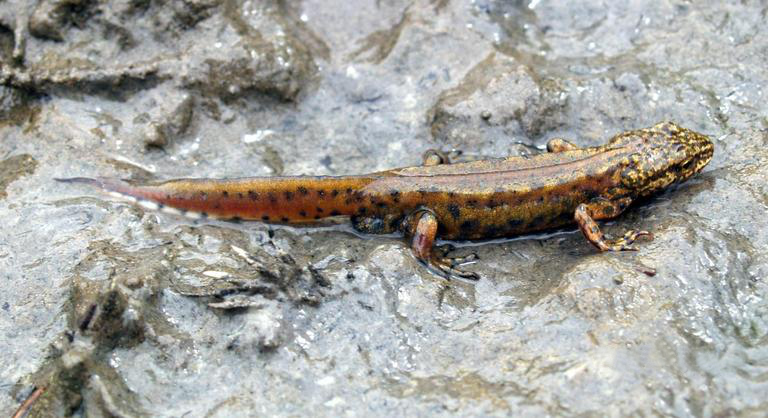
čolek karpatský
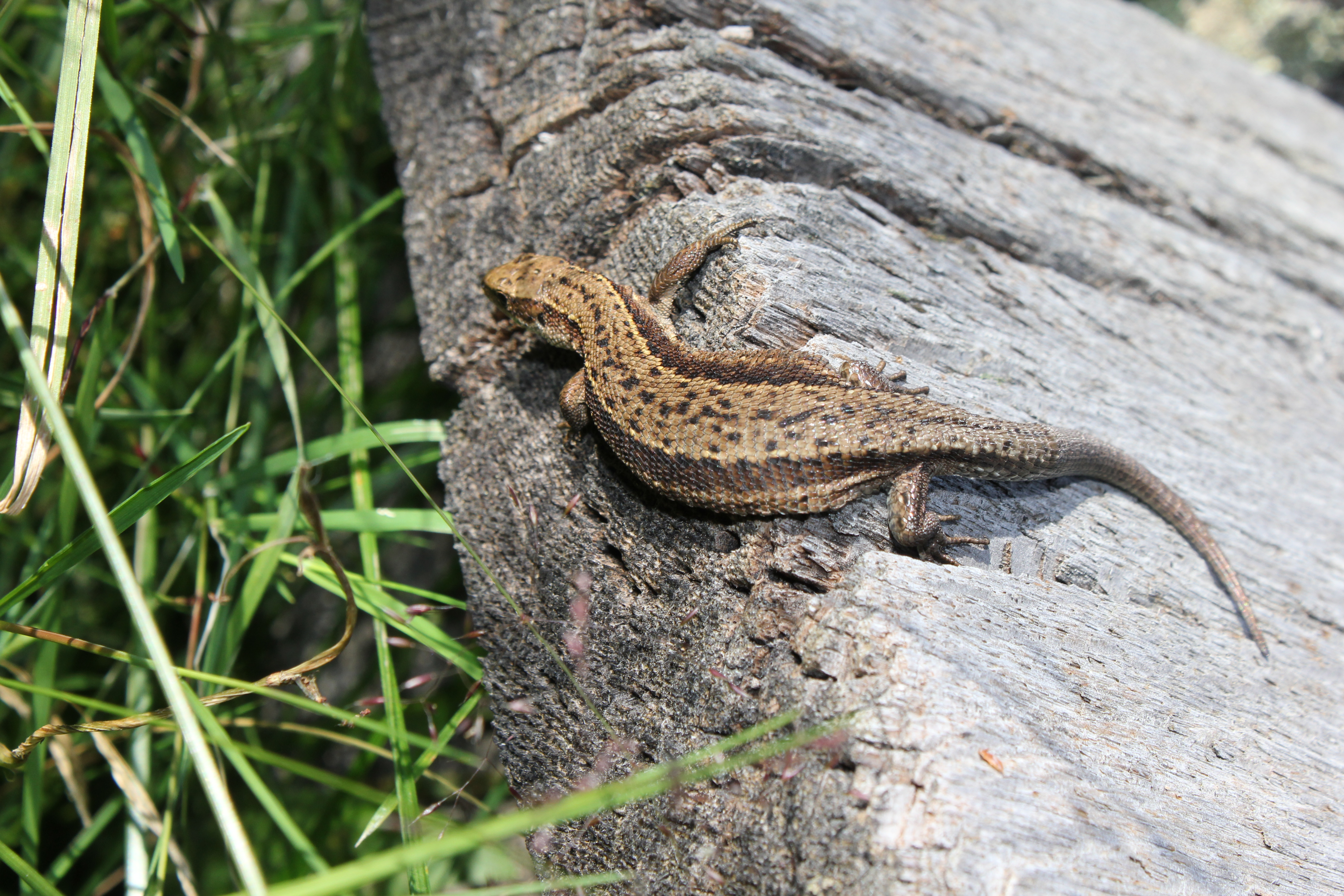
ještěrka živorodá
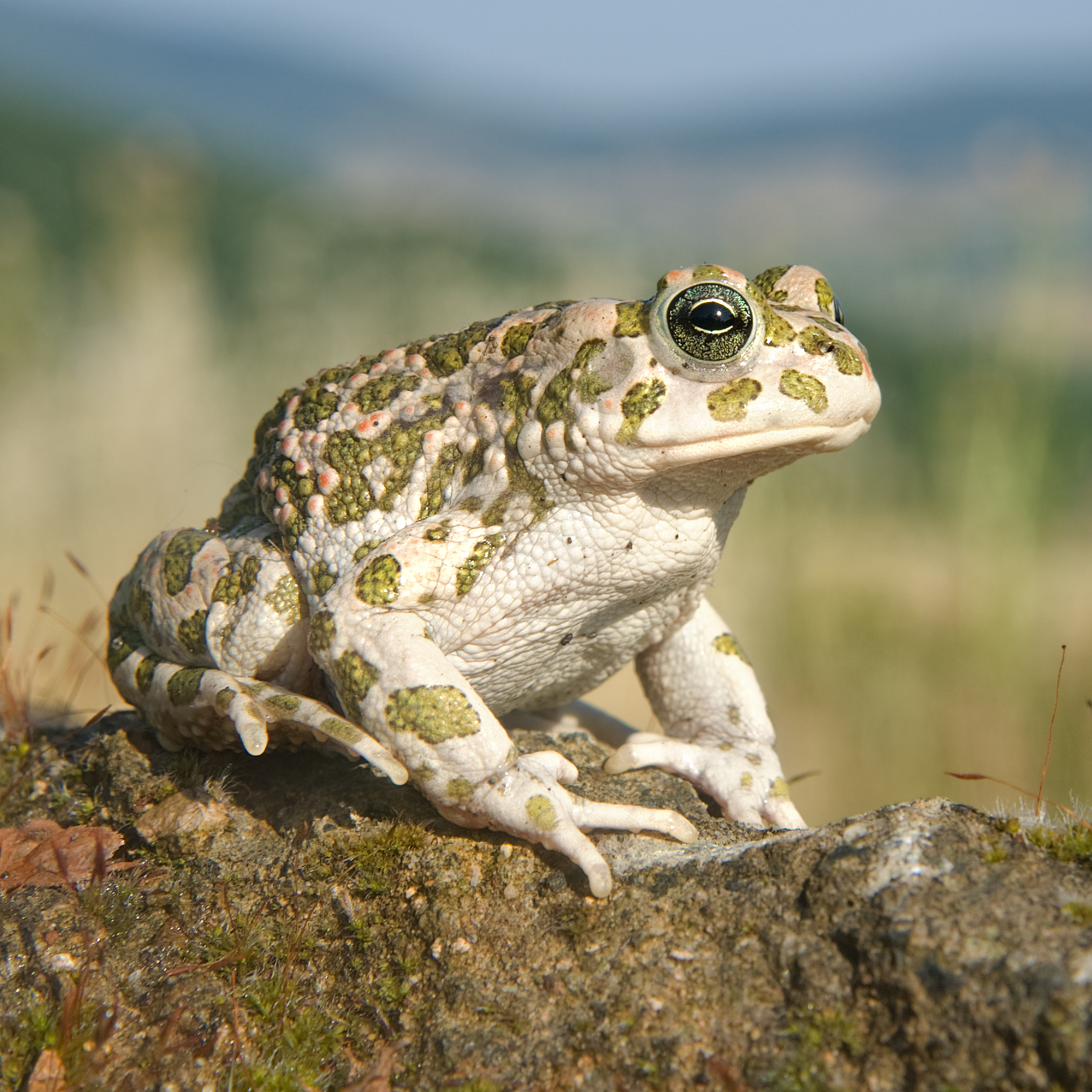
ropucha zelená
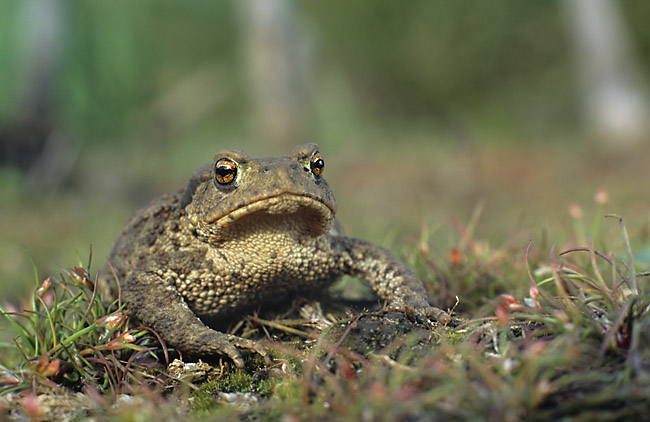
ropucha obecná
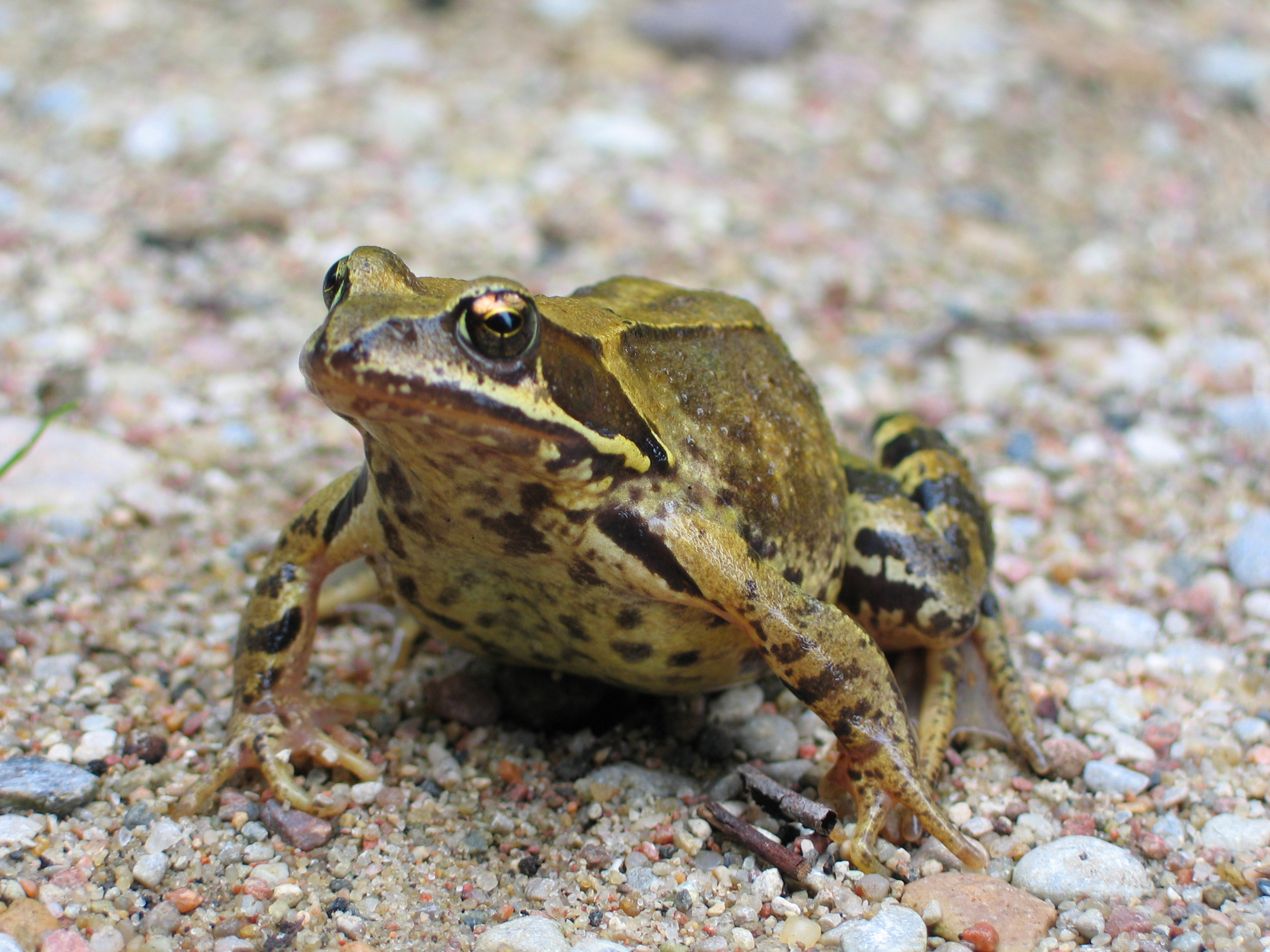
skokan hnědý

### Šelmy
Velká Fatra poskytuje příznivé životní podmínky pro tři hlavní predátory: medvěda hnědého (Ursus arctos), vlka obecného (Canis lupus) a rysa ostrovida (Lynx lynx). Kvůli značné synantropizaci je medvědí populace v pohoří považovaná za přemnoženou. Medvěd je předmětem celoroční ochrany podle zákona č. 543/2002 Z. z. o ochrane prírody a krajiny a podle vyhlášky č. 24/2003 Z. z. se jedná o chráněného živočicha evropského významu. Vlk patří v důsledku jeho pronásledování lidmi k nejohroženějším druhům v oblasti. V Evropské unii je vlk obecný chráněn Směrnicí o stanovištích č. 92/43/EEC; druh je také předmětem Bernské úmluvy. Na Slovensku není vlk chráněným druhem živočicha ve smyslu zákona o ochraně přírody a krajiny( č. 543/2002 Z.z.), avšak jsou pro něho stanoveny zvláštní podmínky ochrany. Z prováděcí vyhlášky například vyplývá zákaz lovu s použitím ok, želez, sítí nebo jedů. Podle vyhlášky je vlk chráněný od 16. 1. do 31. 10., s výjimkou příhraničích oblastí s Českem, Polskem a Maďarskem, kde je druh chráněný celoročně. Populace rysa je považována za stabilní. Nejvíce ohrožuje velkofatranské šelmy ilegální lov a pytláctví, přestože všechny tři šelmy jsou na Slovensku chráněny zákonem. V Evropské unii je rys ostrovid chráněn tzv. Směrnicí o stanovištích; druh je také předmětem Bernské úmluvy.

## Flóra
Rozmanitost rostlinných společenství ve Velké Fatře je ovlivněna geologickým podkladem, tvarem reliéfu, půdními a klimatickými podmínkami. Orientace pohoří a vápencové podloží části území způsobily, že kromě typických karpatských horských druhů se ve Velké Fatře daří i teplomilným společenstvím. Můžeme zde najít i několik vzácných, ohrožených, národně nebo evropský významných druhů.

### Lesy
Přibližně 90 % území Velké Fatry pokrývají lesy. Mnohé z nich jsou dokladem vývoje lesů karpatského typu s výskytem četných vzácných a ohrožených druhů. Na některých místech se zachovalo přirozené zastoupení lesních dřevin, které je jen málo ovlivněno člověkem a vytváří tzv. pralesové formace.
Nejvíce zastoupené dřeviny jsou: buk lesní (Fagus sylvatica), smrk ztepilý (Picea abies), jedle bělokorá (Abies alba), borovice lesní (Pinus sylvestris) a javor horský (Acer pseudoplatanus). Mezi reliktní druhy, které se zachovaly z předchozích geologických období, patří tis obecný (Taxus baccata), který ve Velké Fatře dosahuje největší rozšíření v rámci Slovenska.

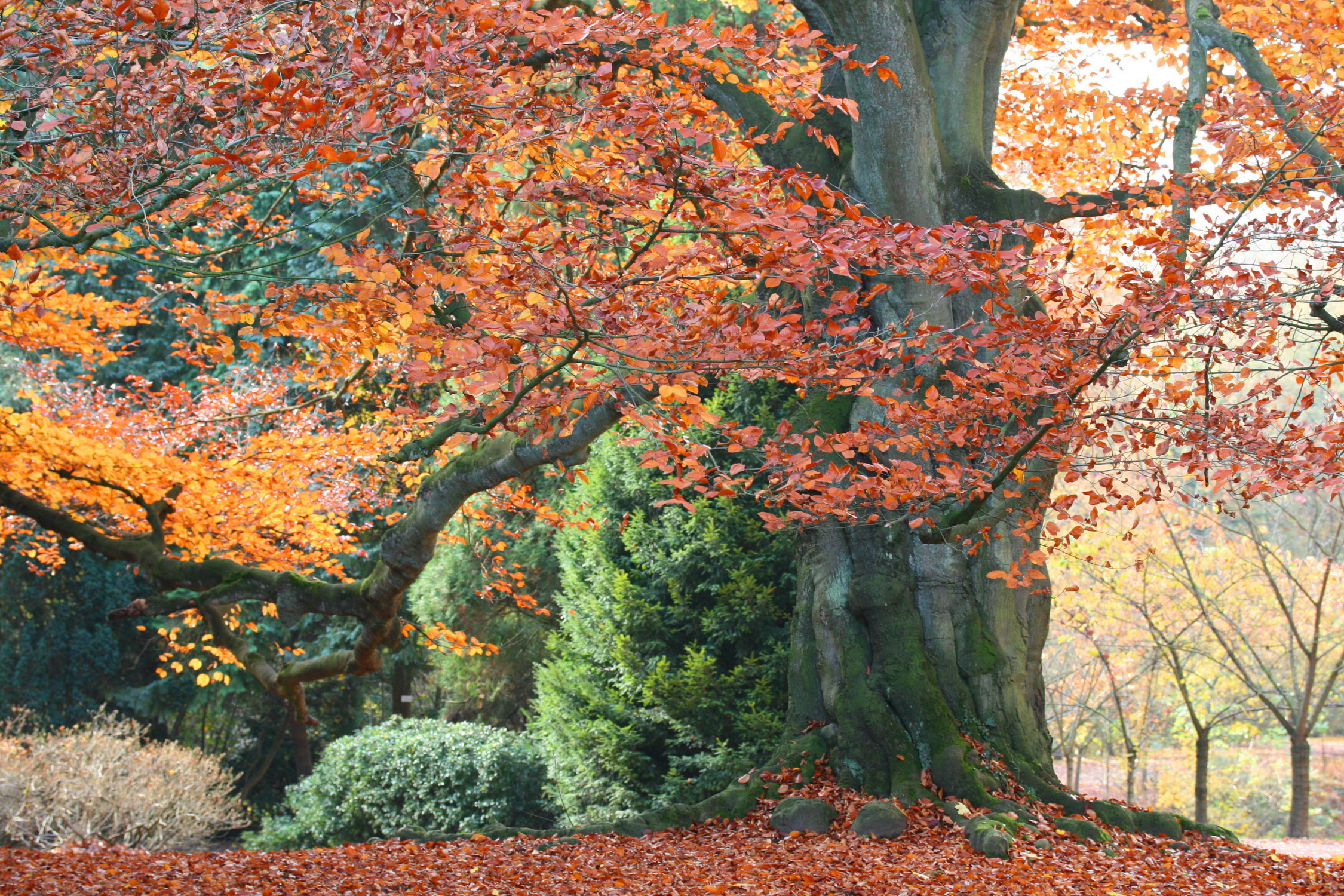
buk lesní
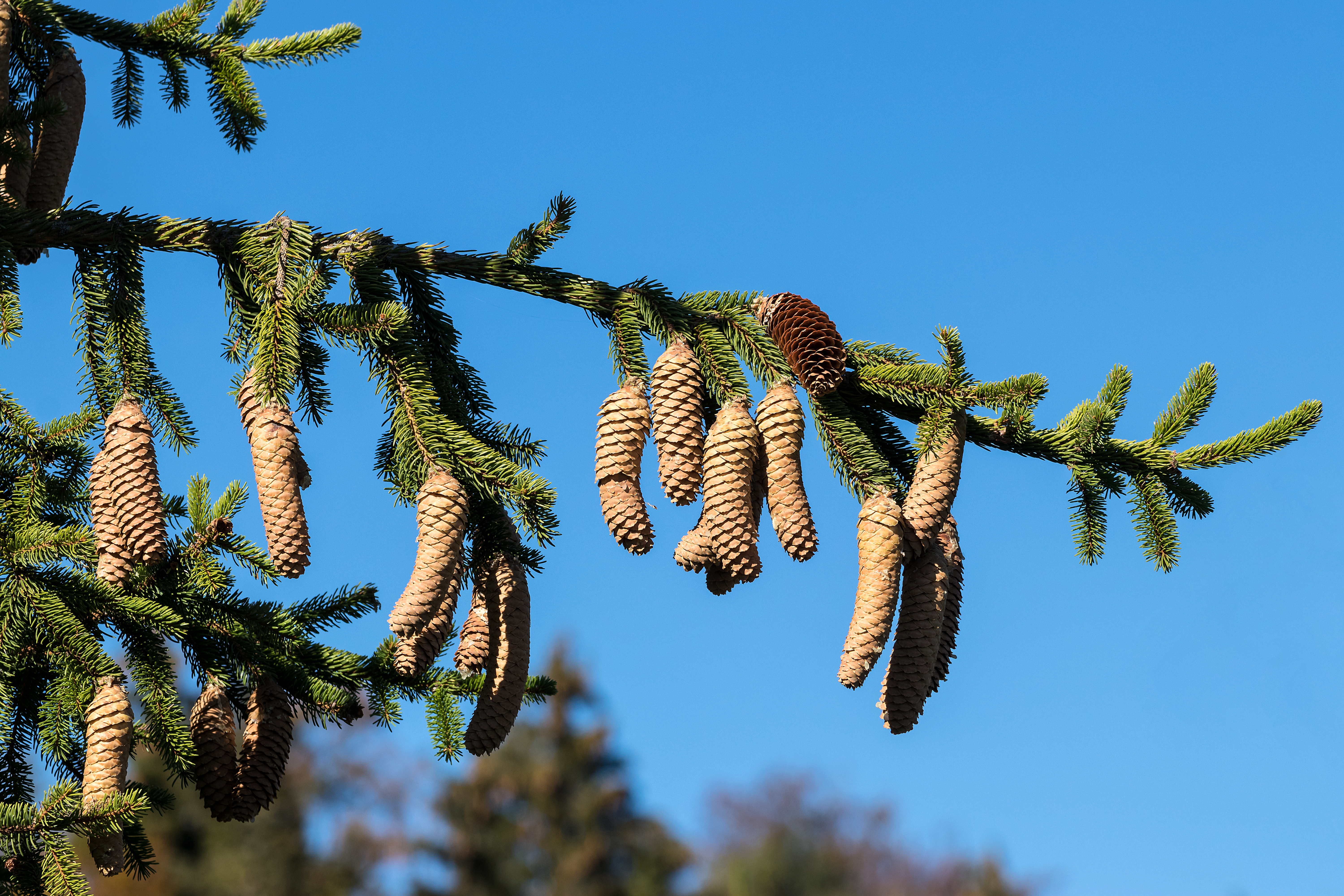
smrk ztepilý
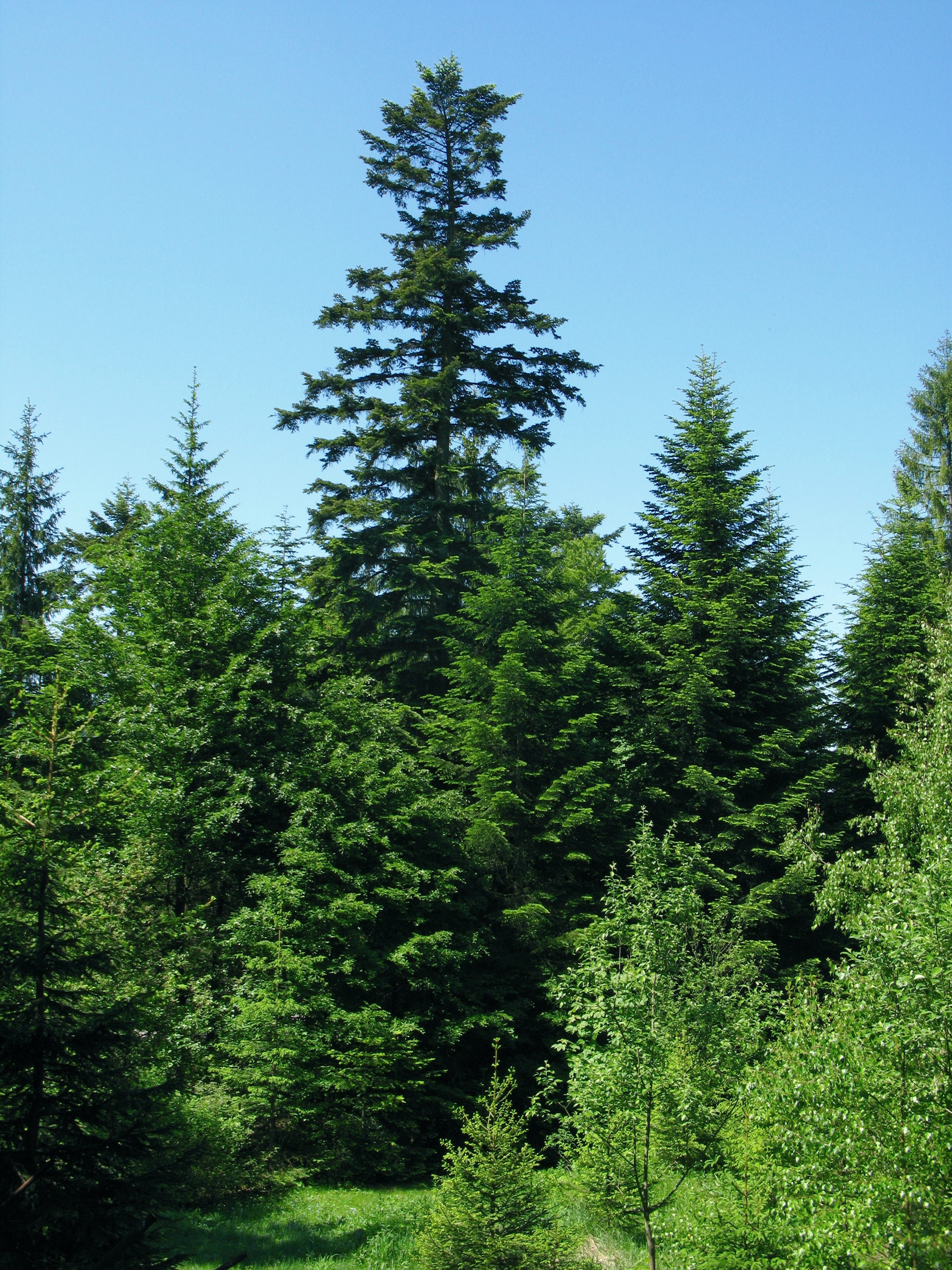
jedle bělokorá
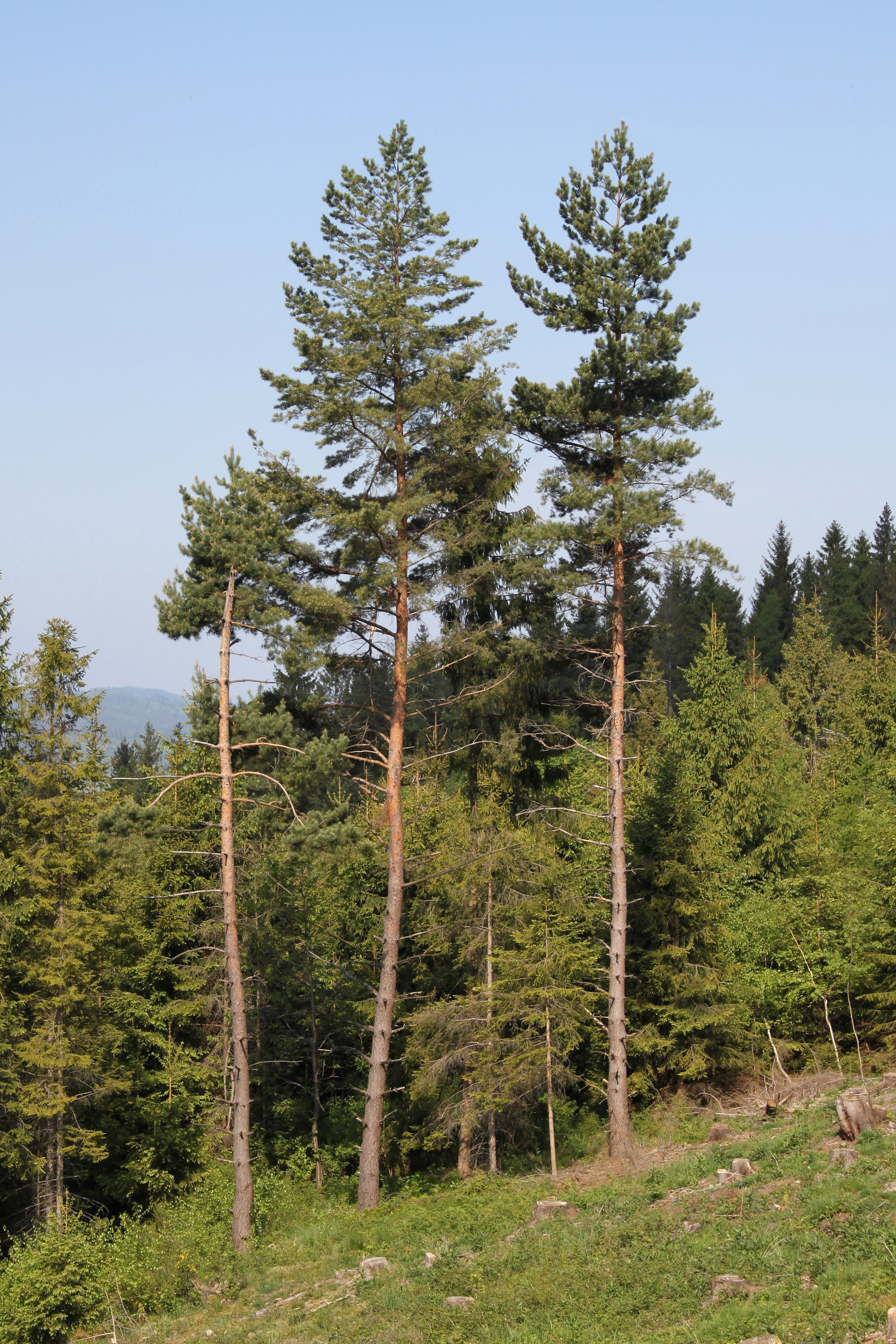
borovice lesní
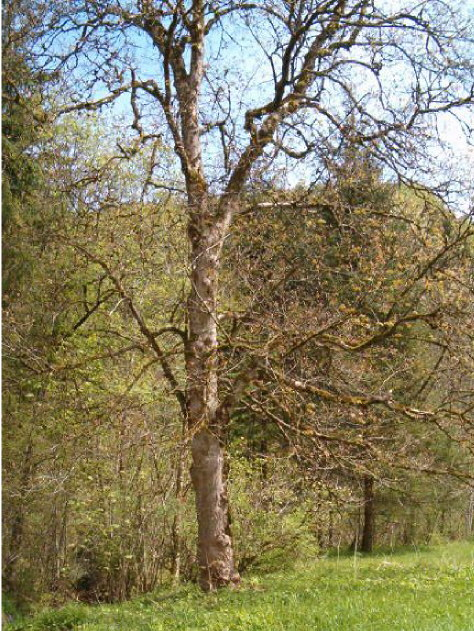
javor horský
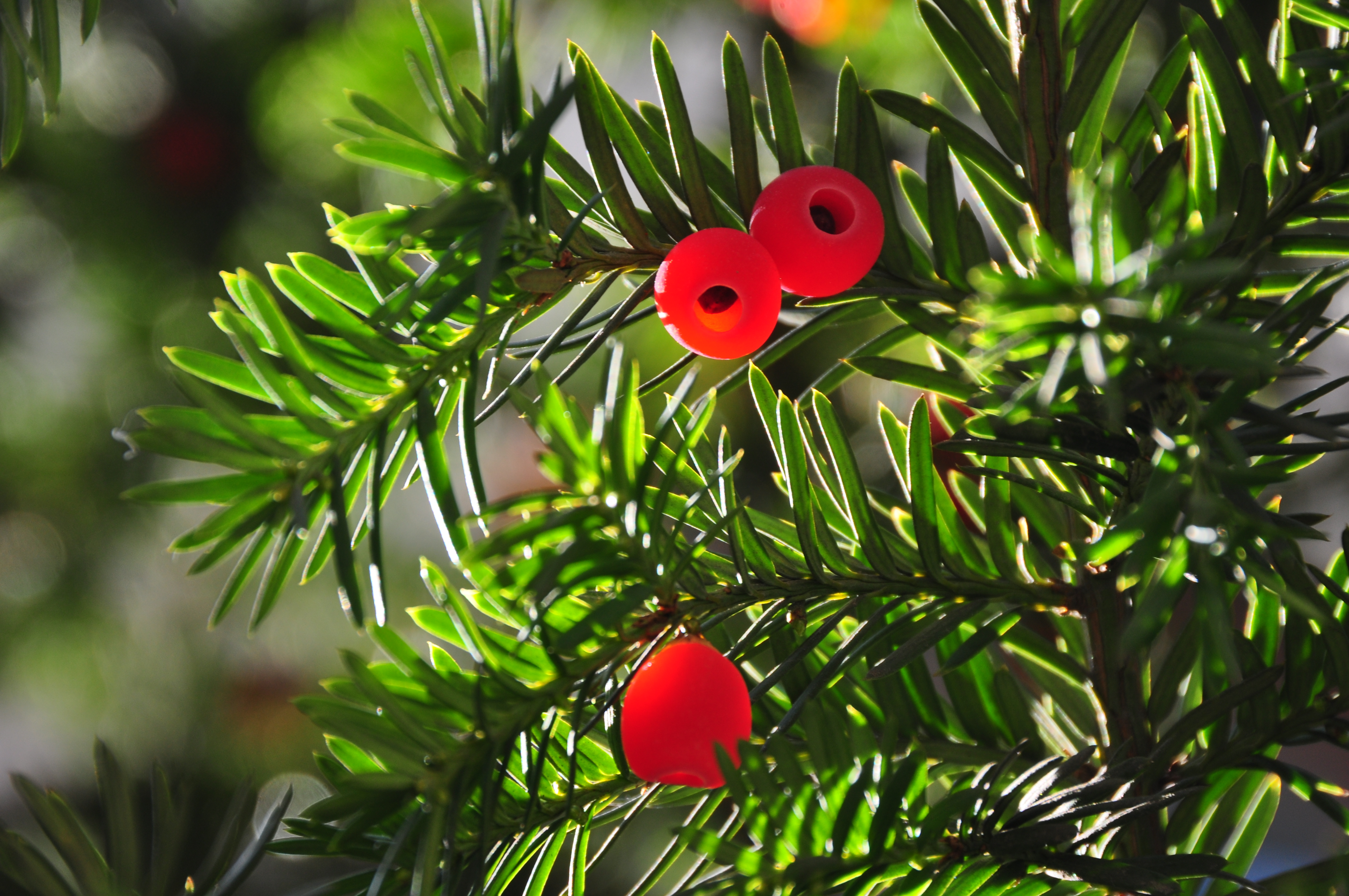
tis obecný

### Holné pásmo
Velká Fatra se vyznačuje bohatým a pestrým vegetačním krytem, v němž jsou zastoupeny i některé alpinské a subalpínské druhy. Ke charakteristickému rázu pohoří patří tzv. holné pásmo, které se vytvořilo v důsledku valašské kolonizace. V jarních a letních měsících hole ožívají pestrými barvami. Výrazný aspekt tvoří např. šafrán spišský (Crocus discolor), sasanka narcisokvetá (Anemonastrum narcissiflorum), upolín nejvyšší (Trollius altissimus), violka žlutá (Viola lutea subsp. sudetica) a chlupáček oranžový (Pilosella aurantiaca).

### Biotopy
K nejzajímavějším biotopům patří skalní stěny, převisy a sutě na vápencích a dolomitech, lavinové žlaby a inverzní rokle, kde se vyskytují mnohé zajímavé rostliny: hořec Clusiův (Gentiana clusii), prvosenka holá karpatská (Primula auricula subsp. Hungarica), plesnivec alpský (Leontopodium alpinum), hvězdnice alpská (Aster alpinus subsp. Glabratus) a chrpovník různobarevný (Saussurea discolor).

### Endemity
Endemické druhy, které se vyskytují jen na určitém omezeném území reprezentuje například cyklamén fatranský (Cyclamen fatrense), hvozdík časný pravý (Diathus praecox subsp. praecox), mák tatranský (Papaver tatricum subsp. fatraemagnae), poniklec slovenský (Pulsatilla slavica), koniklec slovenský (Pulsatilla subslavica), jeřáb Pakárové (Sorbus pekarovae) a jeřáb Bernátové (Sorbus montisalpae).
Louky a pastviny dotvářejí charakteristický obraz Velké Fatry a ochranného pásma národního parku. Na části z nich se zachovaly přirozené a přírodě blízké travinné společenství a porosty dřevin rostoucích mimo les, které plní nezastupitelnou funkci genofondově významných lokalit a interakčních prvků ekologické stability. Umožňují přežívání mnoha druhů rostlin a živočichů.

### Mokřady
Výskyt mokřadních společenství je stále vzácnější vzhledem k jejich specifickým nárokům na hydrologický režim a vysoké citlivosti na změnu vnějších podmínek. K nejznámějším druhům mokřadní flóry prvosenka pomoučená (Primula farinosa), prstnatec májový (Dactylorhiza majalis), suchopýr širokolistý (Eriophorum latifolium), suchopýr úzkolistý (Eriophorum angustifolium) a vachta trojlistá (Menyanthes trifoliata).

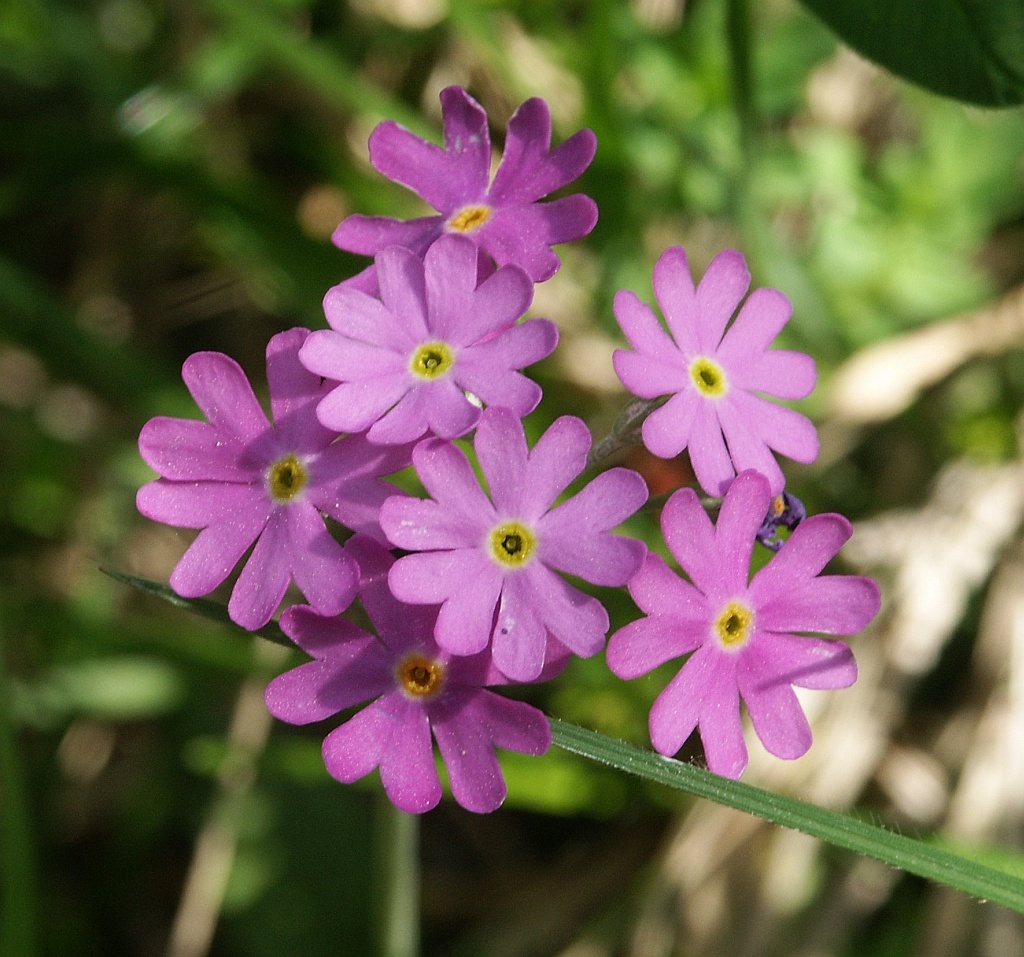
prvosenka pomoučená
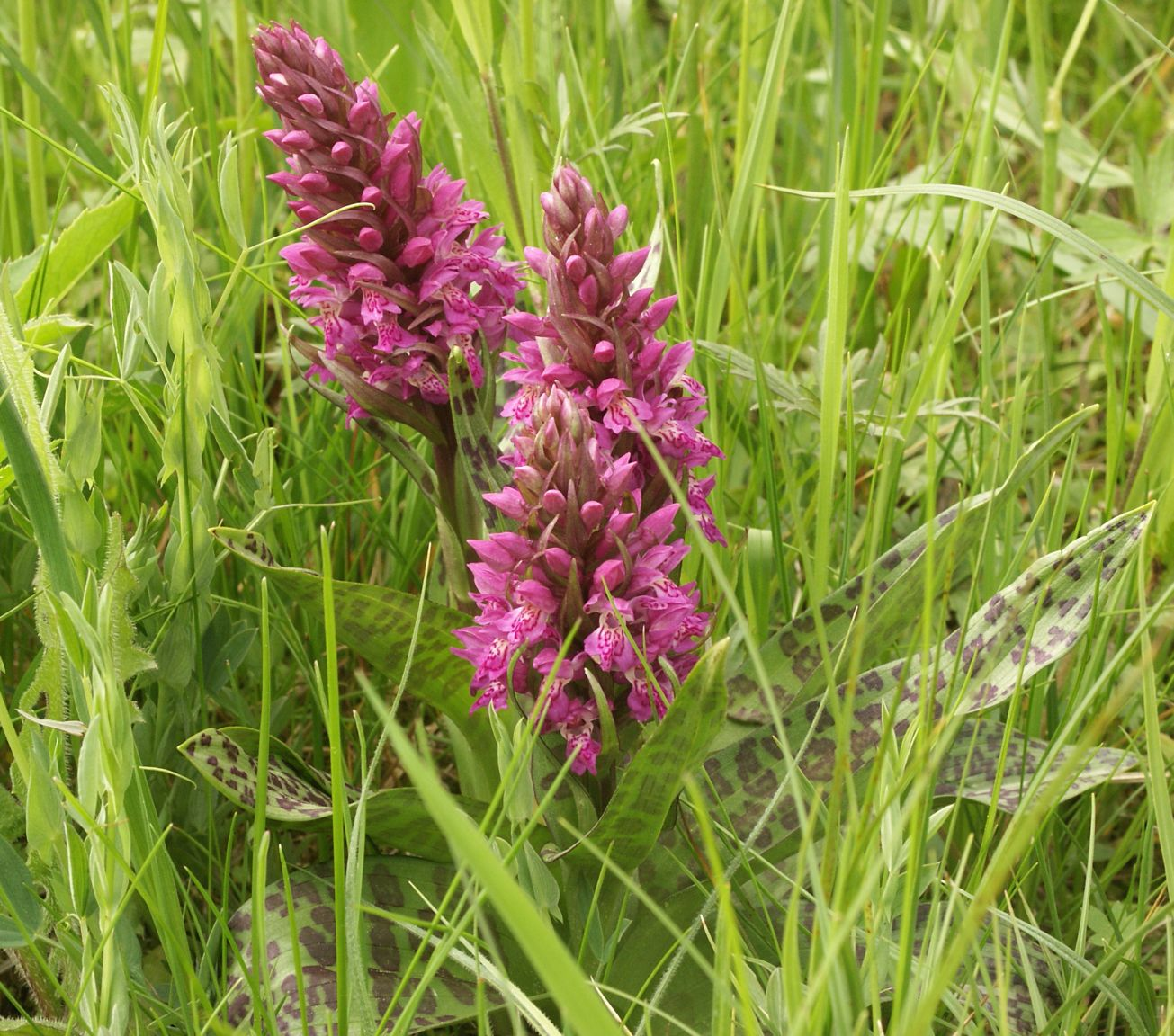
prstnatec májový
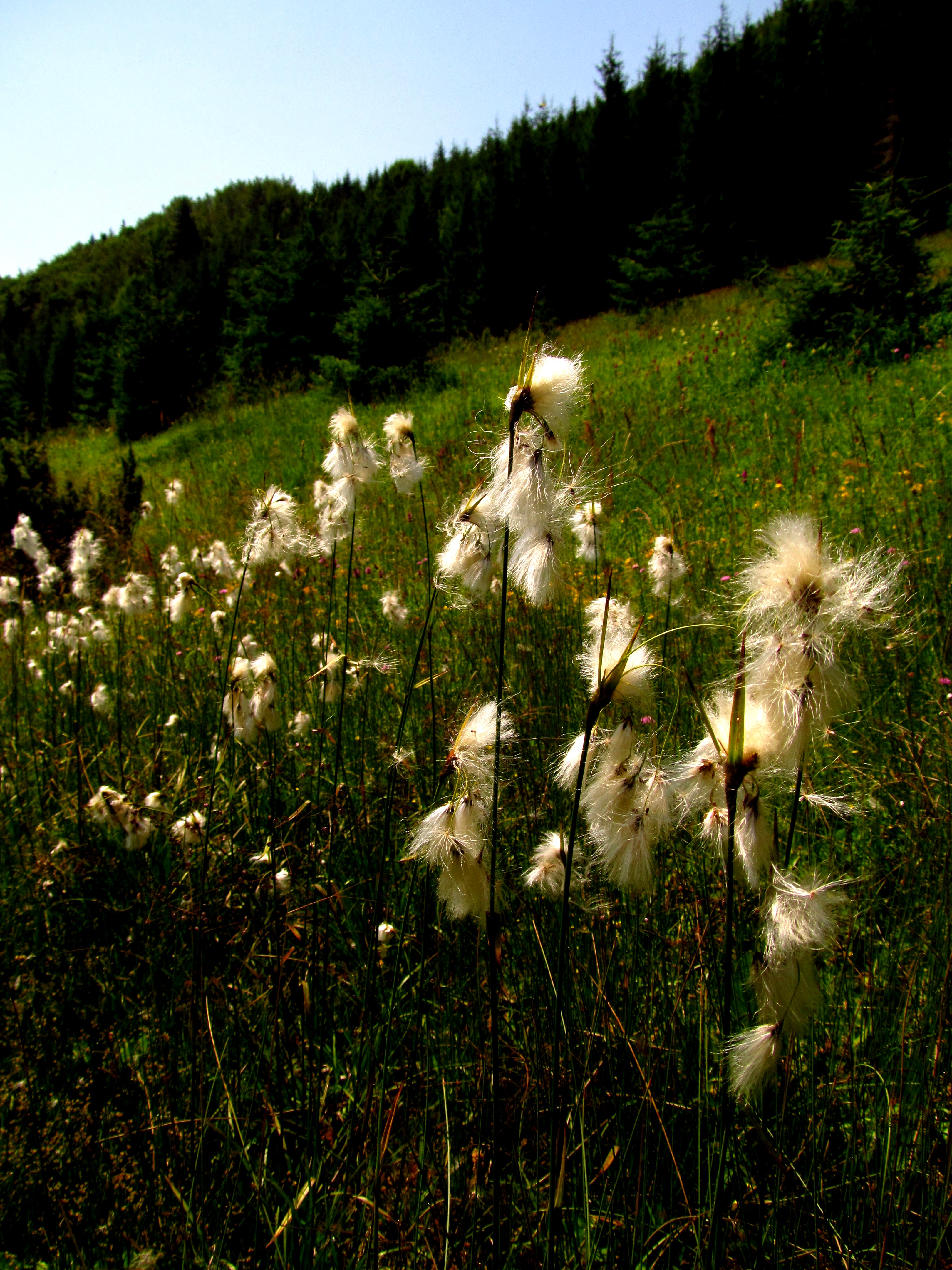
suchopýr širokolistý
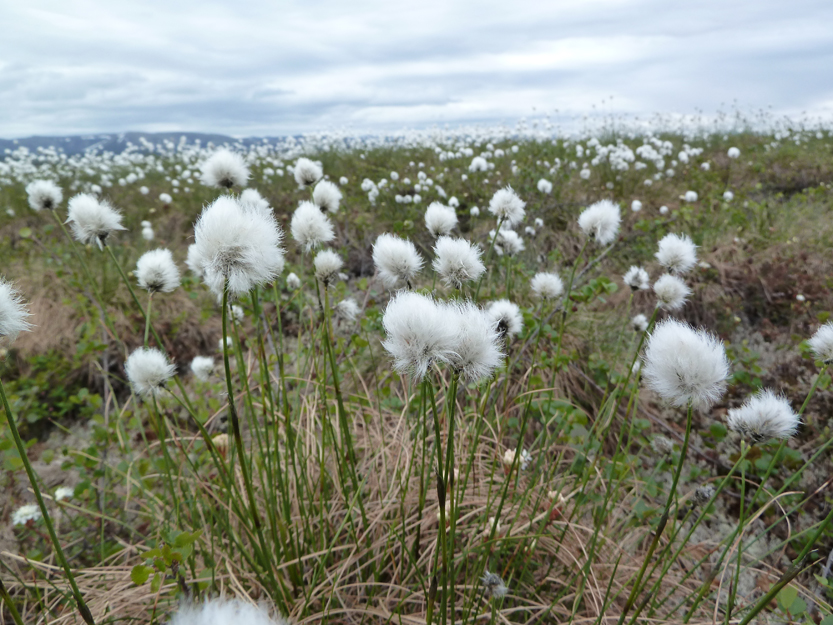
suchopýr úzkolistý
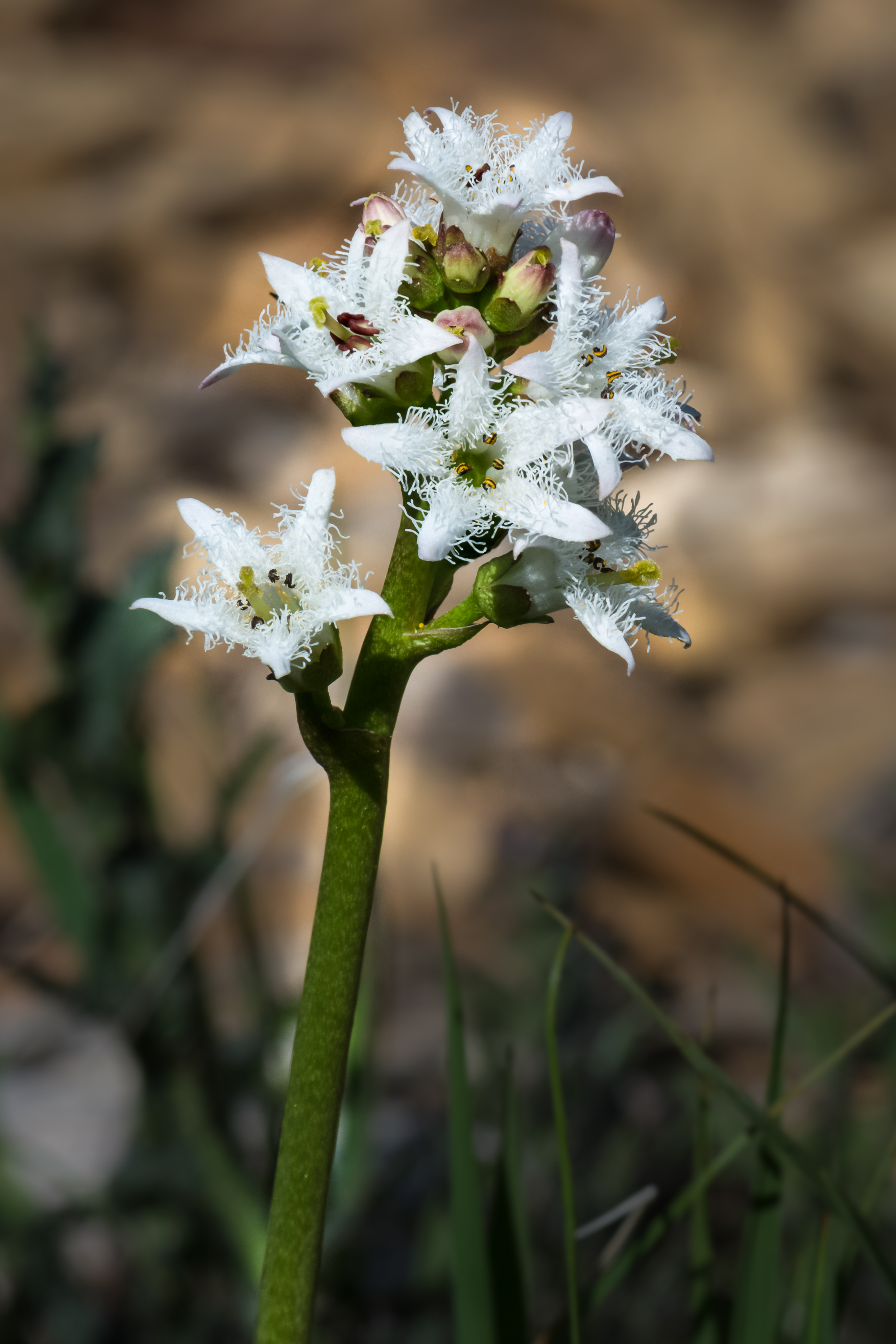
vachta trojlistá

### Masožravé rostliny
Na rašeliništích se vyskytují i masožravé rostliny: rosnatka anglická (Drosera Anglica), rosnatka okrouhlolistá (Drosera rotundifolia), bublinatka menší (Utricularia minor) a příležitostně masožravá tučnice obecná (Pinguicula vulgaris).

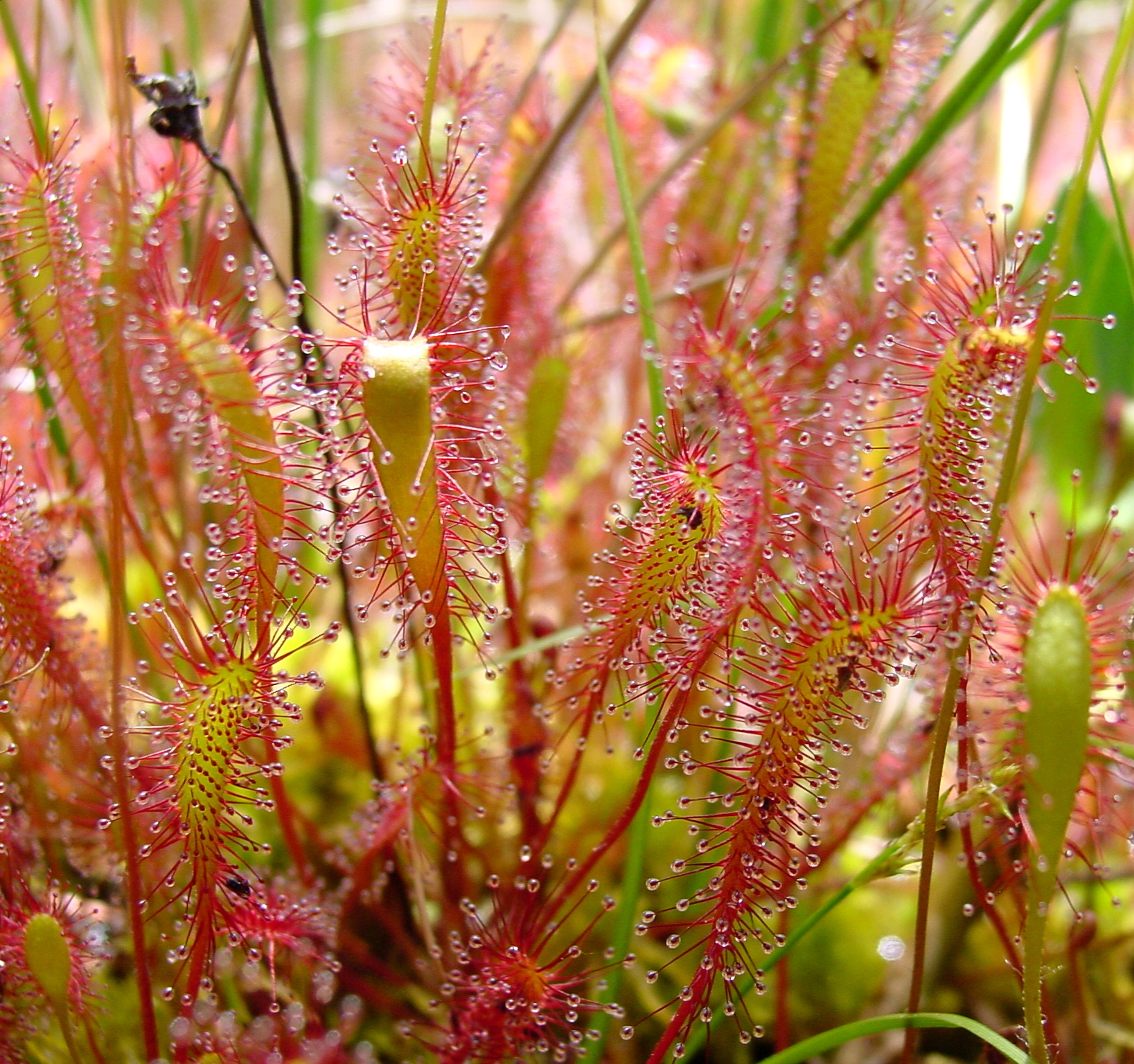
rosnatka anglická
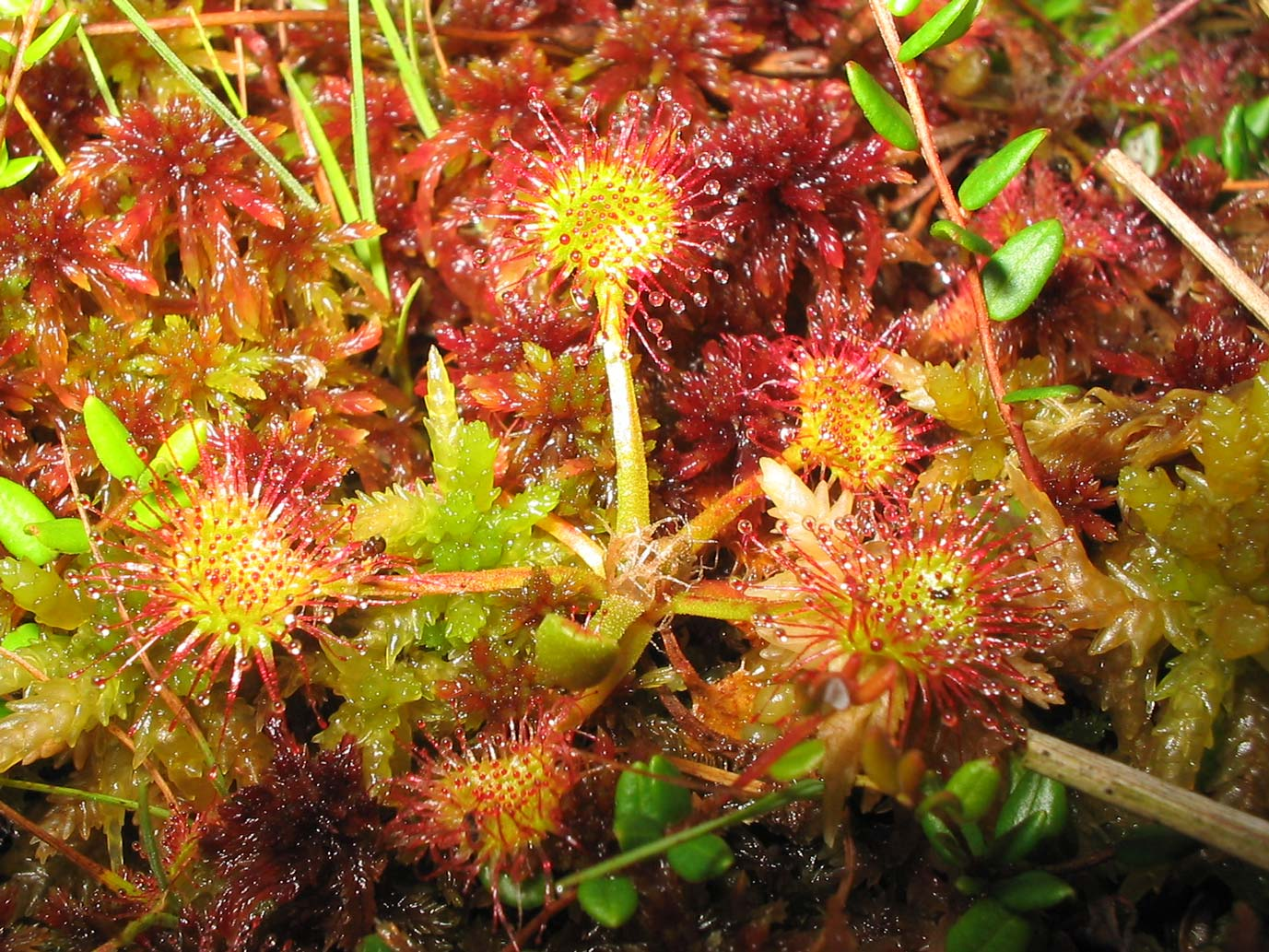
rosnatka okrouhlolistá
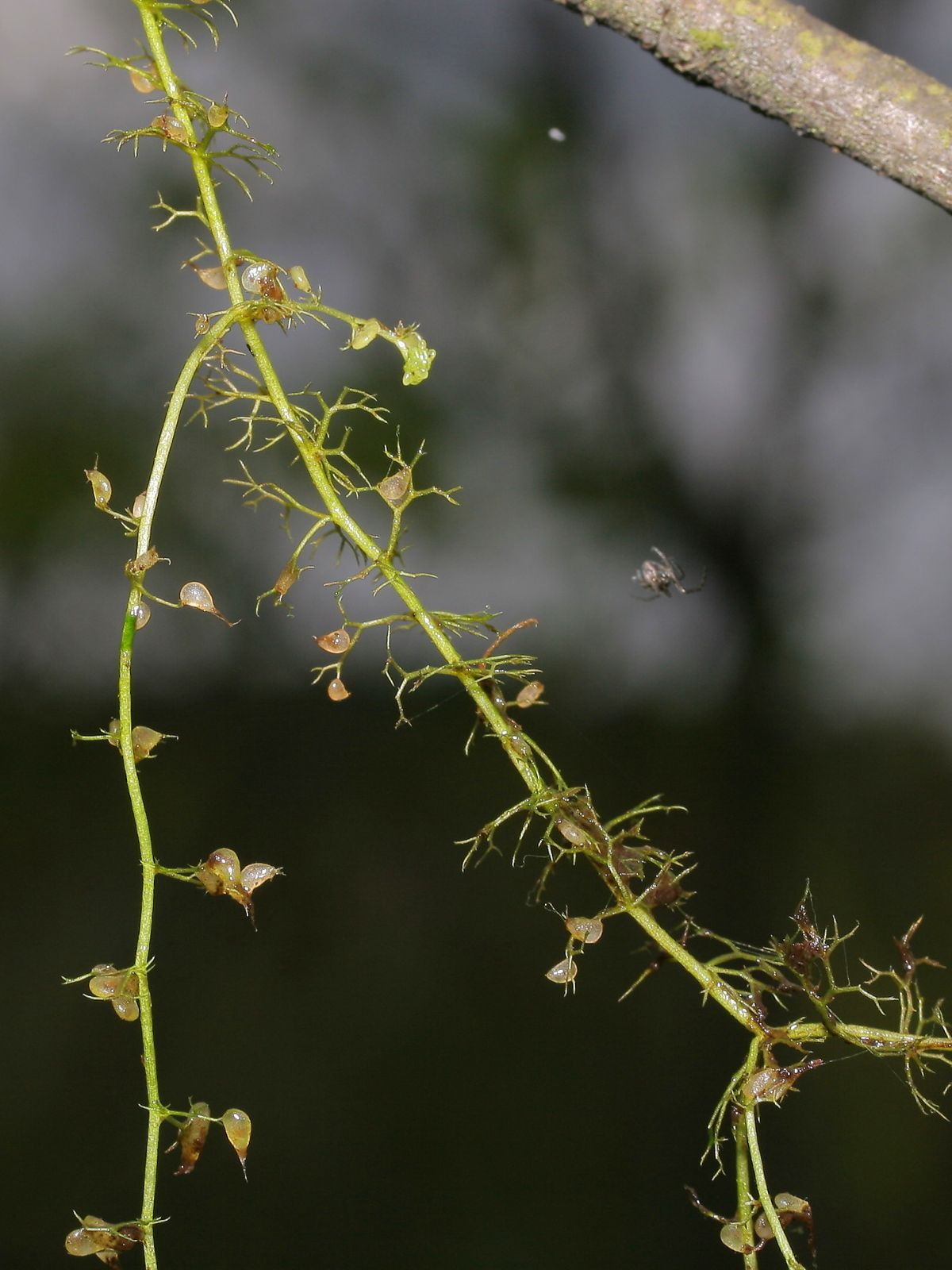
bublinatka menší
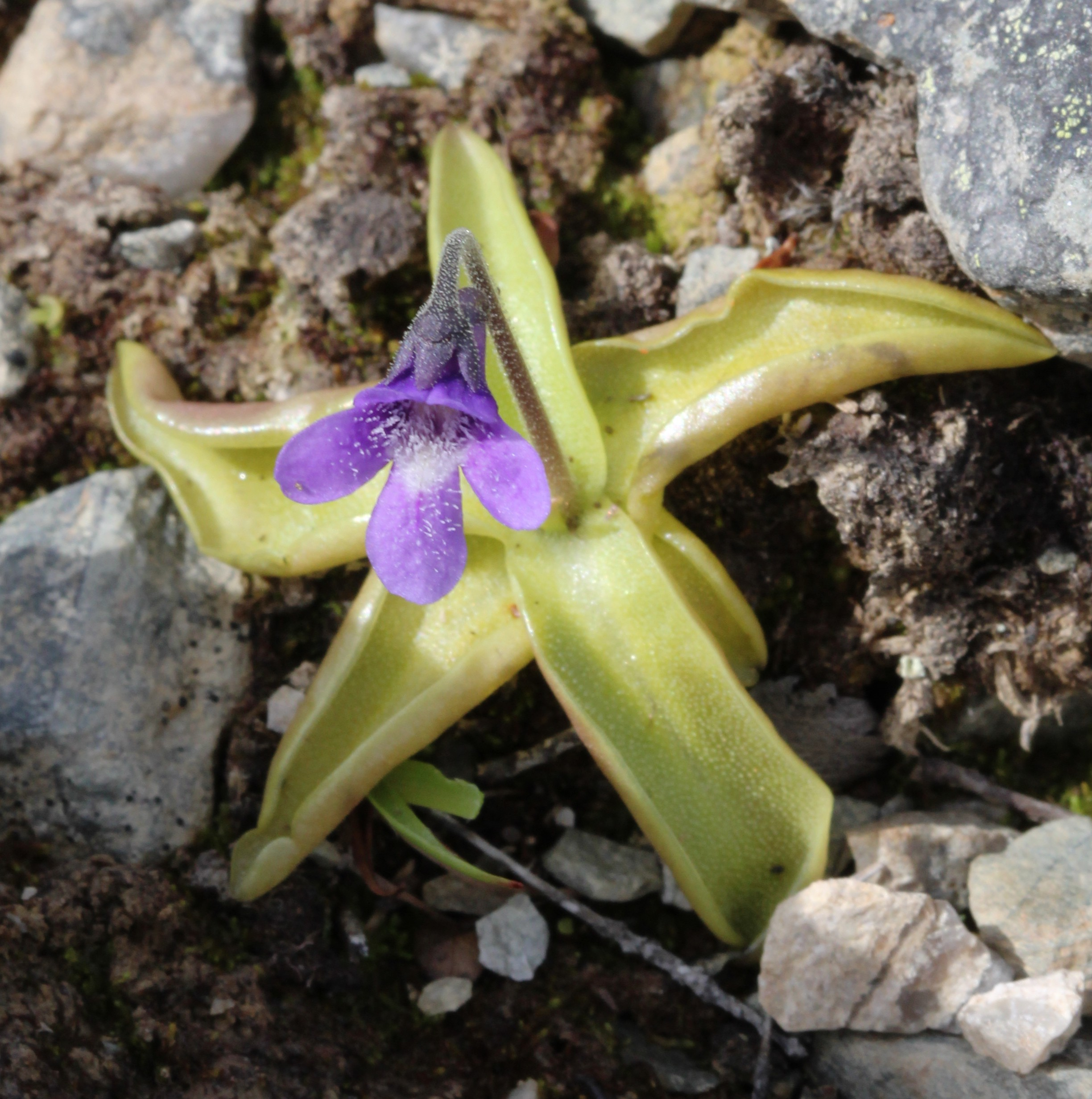
tučnice obecná

### Houby
Velmi významnou složkou bioty Velké Fatry jsou houby. Makromycéty jsou zastoupeny vřeckovýtrusných i bazídiovýtrusnými druhy. Z chráněných druhů je výzmamná náramkovitka císařska (Catathelasma Imperiale), která v pohoří roste na několika lokalitách, také hřib medotrpký (Boletus radicans) a hřib nachový (Boletus rhodoxanthus). Ze vzácných druhů stojí za zmínku nejseverněji rozšíření hřibu satana (Boletus satanas) na Slovensku právě ve Velké Fatře. Najít lze i holubinku jahodovou (Russula paludosa).

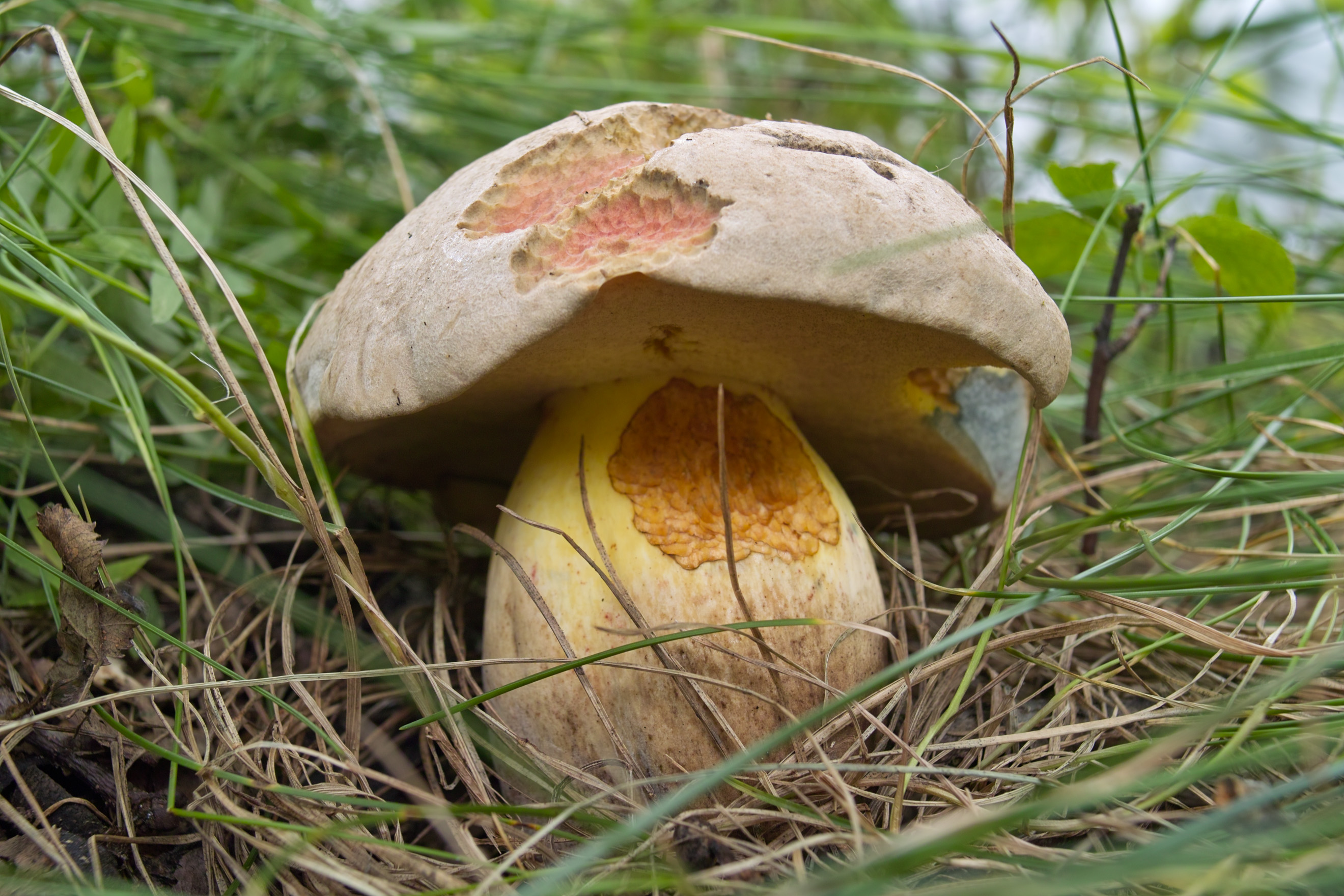
hřib medotrpký
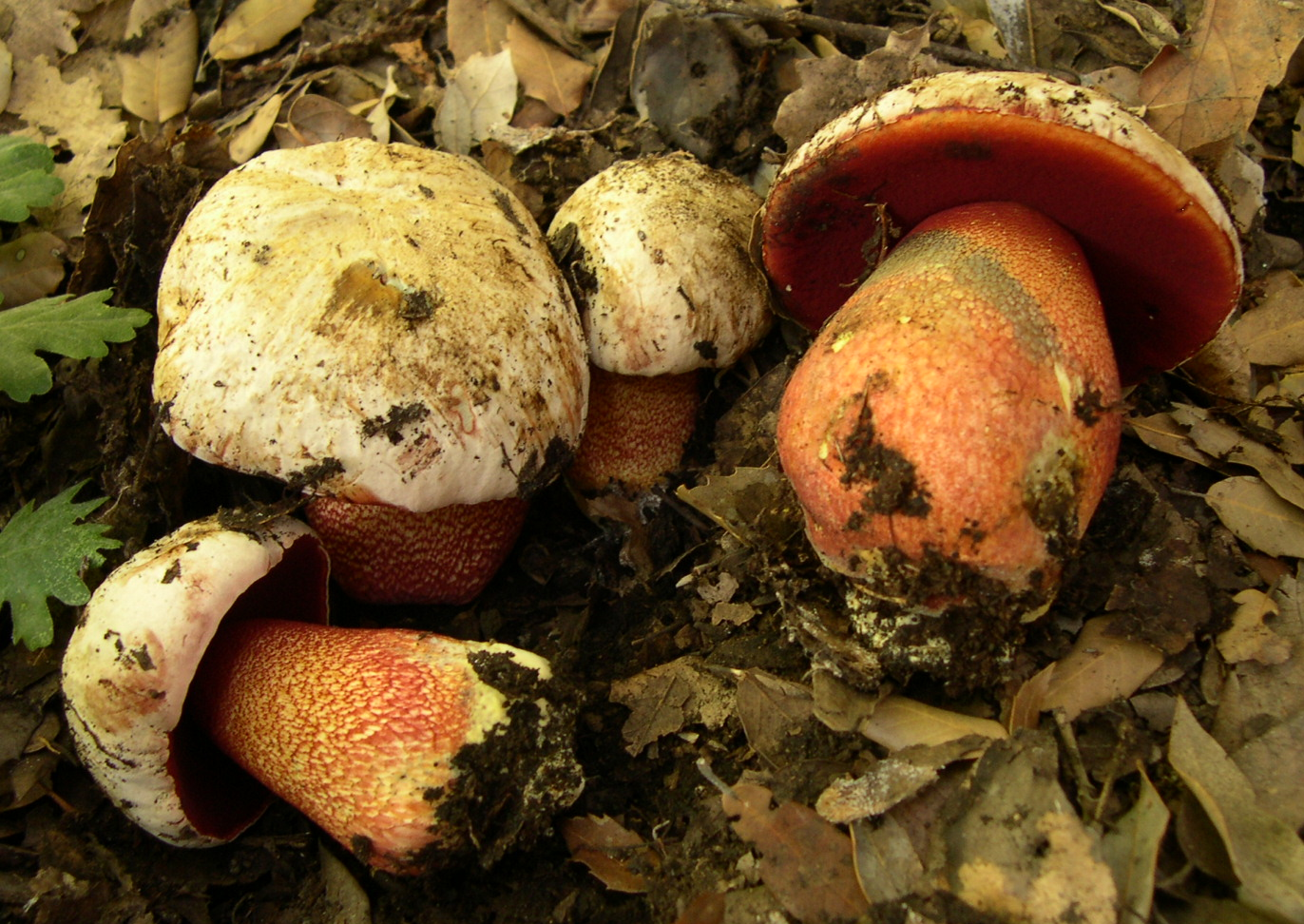
hřib nachový
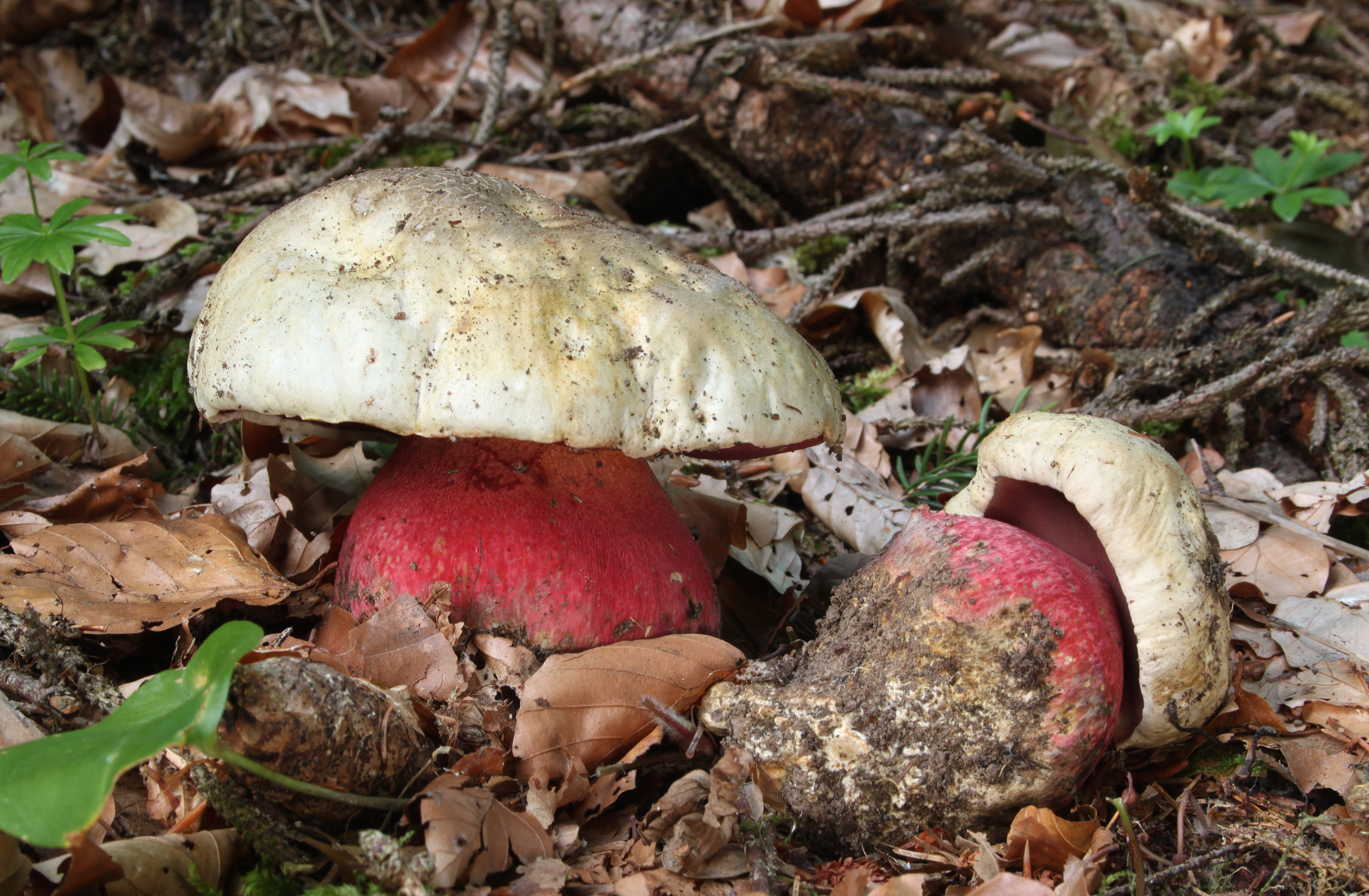
hřib satan
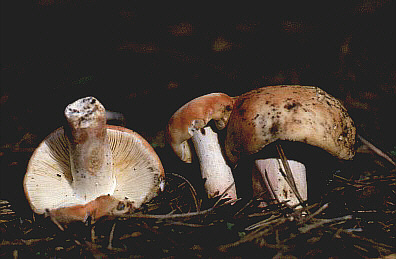
holubinka jahodová

## Turistika
Velká Fatra patří mezi turistické cíle. K nejvýznamnějším turistickým střediskům patří Donovaly s Novou hoľou, Malinô Brdo, Vlkolínec, Gaderská dolina, Turecká, lokálně i Harmanecká jaskyňa s okolím, Kráľova Studňa a Smrekovica.
Východními turistickými lokalitami jsou hlavně obce s dlouhými údolími na turčianské straně pohoří (Blatnická dolina, Gaderská dolina, Belianska dolina, Necpalská dolina, Sklabinská dolina a další.), Harmanecká dolina a Ľubochnianska dolina, Donovaly, Liptovské Revúce, Ružomberok, Podsuchá a sedlo Malý Šturec.
Hlavní hřebenová trasa vede ve směru Malý Šturec – horský hotel Kráľova Studňa – Krížna – Ostredok na Ploskou, kde se hřeben dělí na turčianskou a liptovskou větev. Turčianská větev pokračuje ve směru Ploská - Chata pod Borišovom – Malý Lysec - Jarabiná – Kľak – Ľubochnianske sedlo a končí vrcholem Kopa. Liptovská větev vede po trase Ploská – Čierny kameň – Malinné, Vtáčnik – Plieška a Magura – Kútnikov kopec.

### Horské chaty
Horské chaty ve Velké Fatře:
- Chata pod Borišovom
- Horský hotel Kráľova Studňa
- Horský hotel Smrekovica
- Horská chata Smrekovica
- Turistická ubytovňa Limba
- Májekova chata

## Zajímavosti
K nejznámějším údolím ve Velké Fatře patří Ľubochnianska dolina (nejdelší), Gaderská dolina, Blatnická dolina, Belianska dolina, Kantorská dolina, Jasenská dolina, Necpalská dolina, Žarnovická dolina, Bystrická dolina, Nižné Matejkovo a Vyšné Matejkovo.
Nejznámější jeskyní je Harmanecká, která jediná je přístupná veřejnosti. K nejznámějším veřejnosti nepřístupným jeskyním patří Mažarná jaskyňa, Dolná a Horná Túfna a Ľadová jaskyňa v Šípe.
Krásné výhledové vrcholy jsou Rakytov, Krížna, Borišov, Skalná Alpa, Lysec, Ostrá, Kľak a Šiprúň.

## Galerie

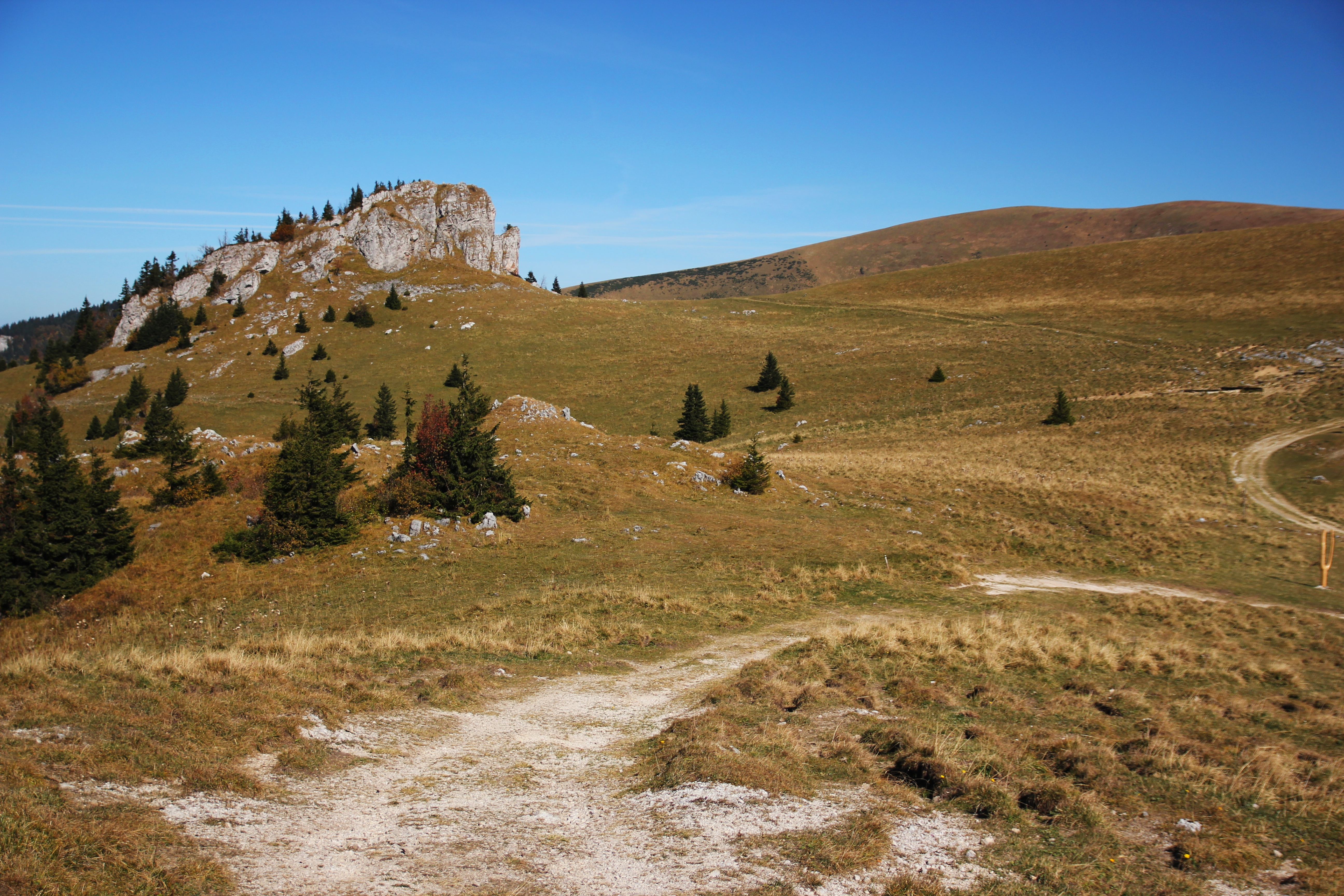
Kráľova skala
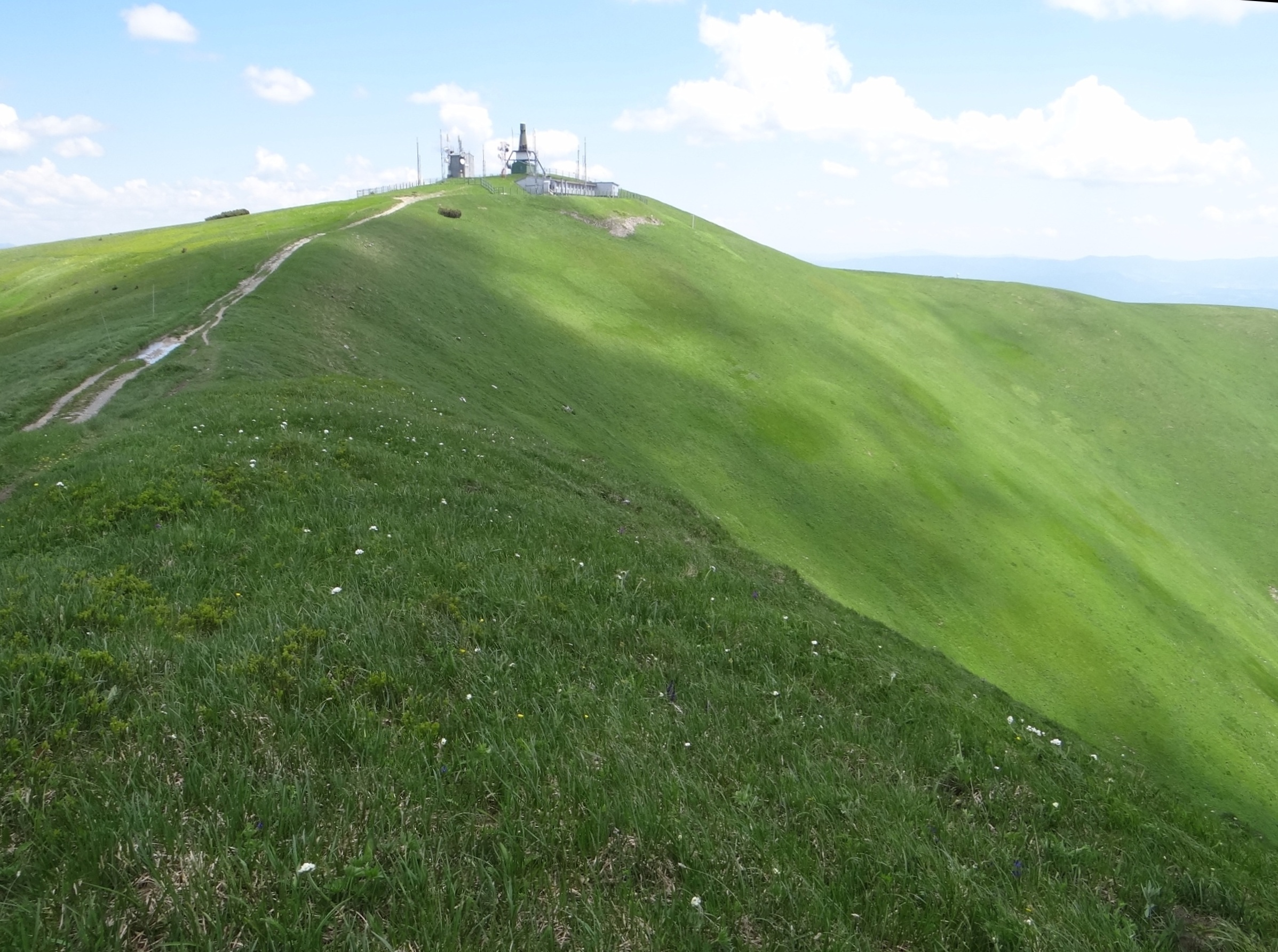
Krížna
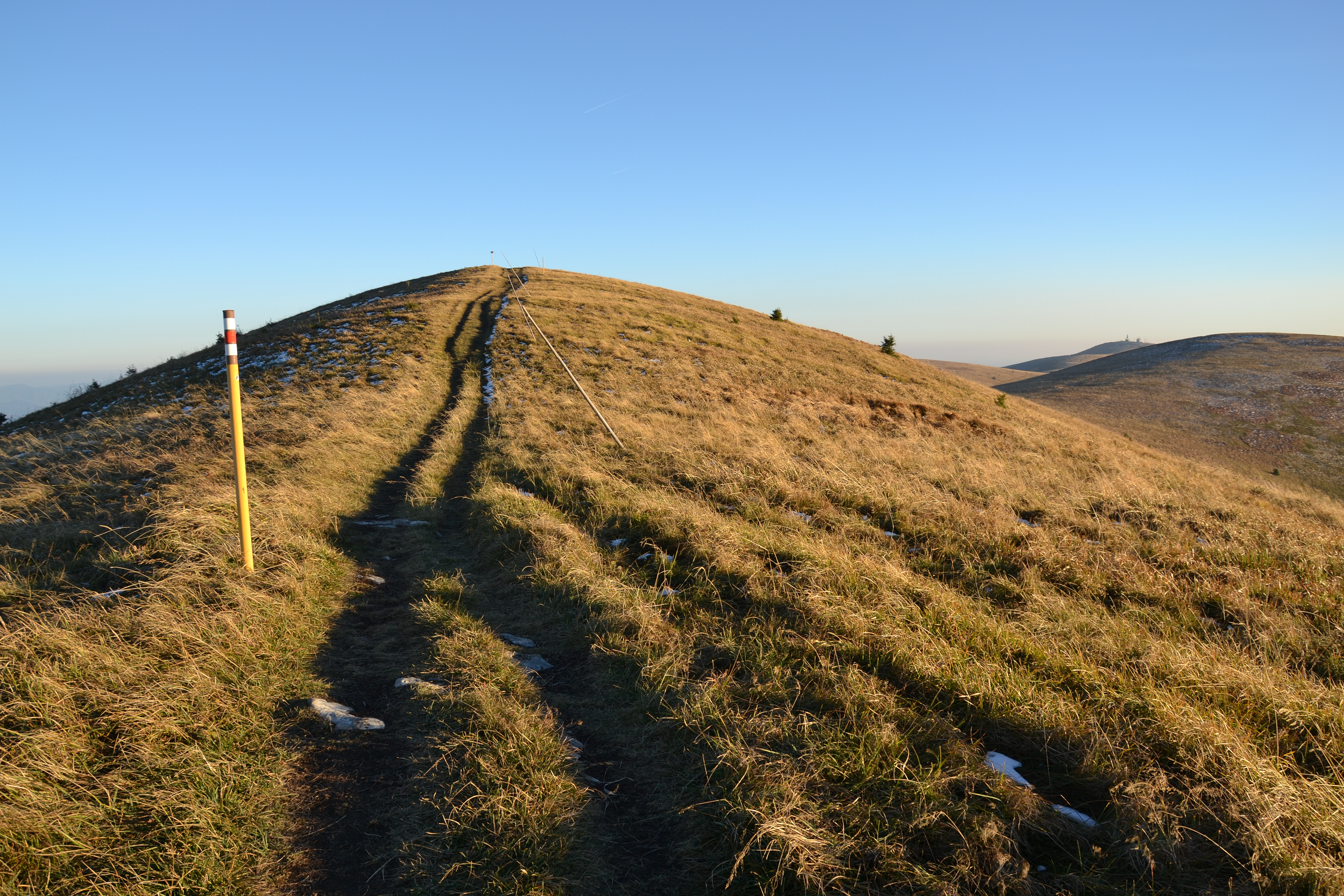
Frčkov
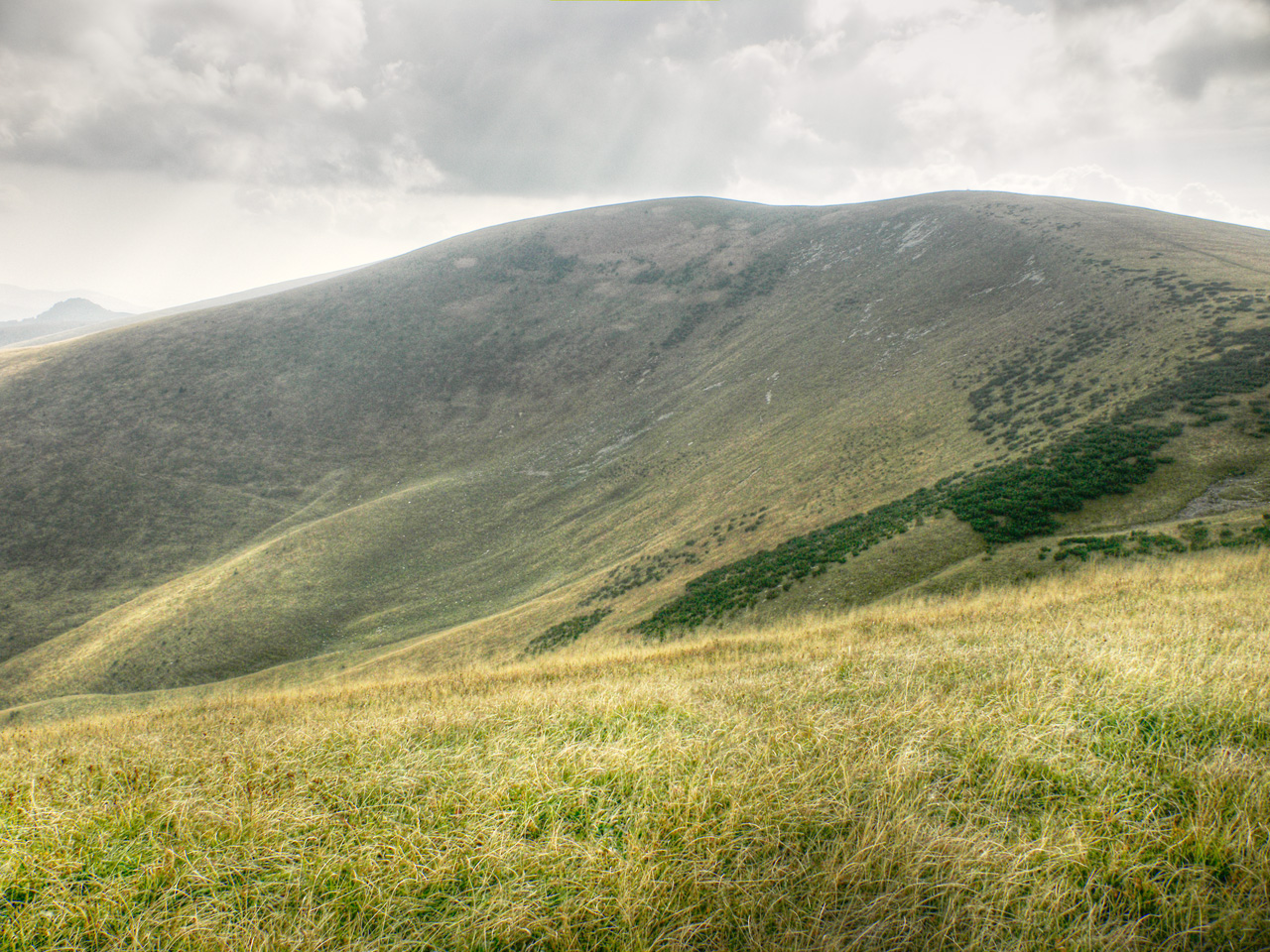
Ostredok
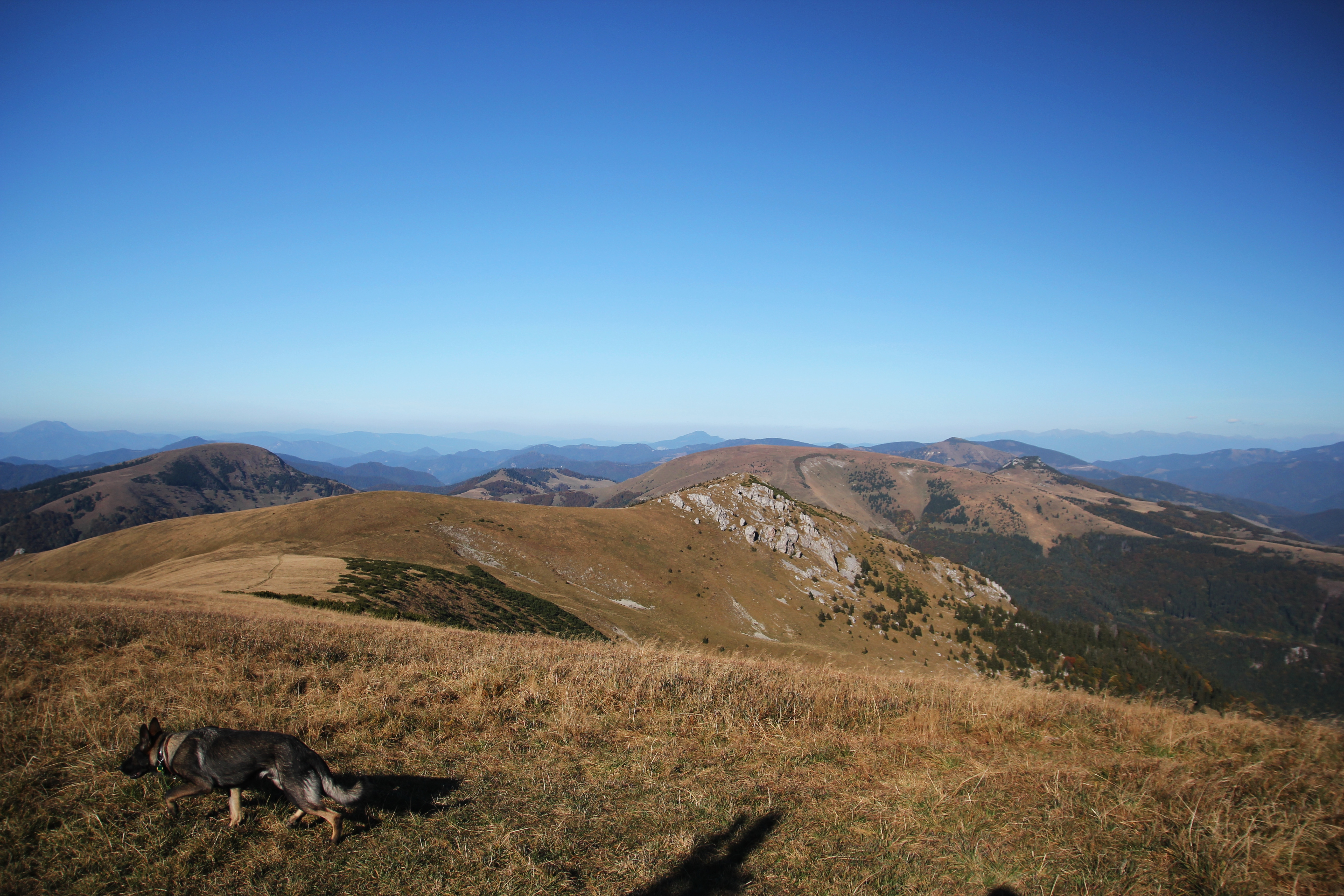
Suchý vrch
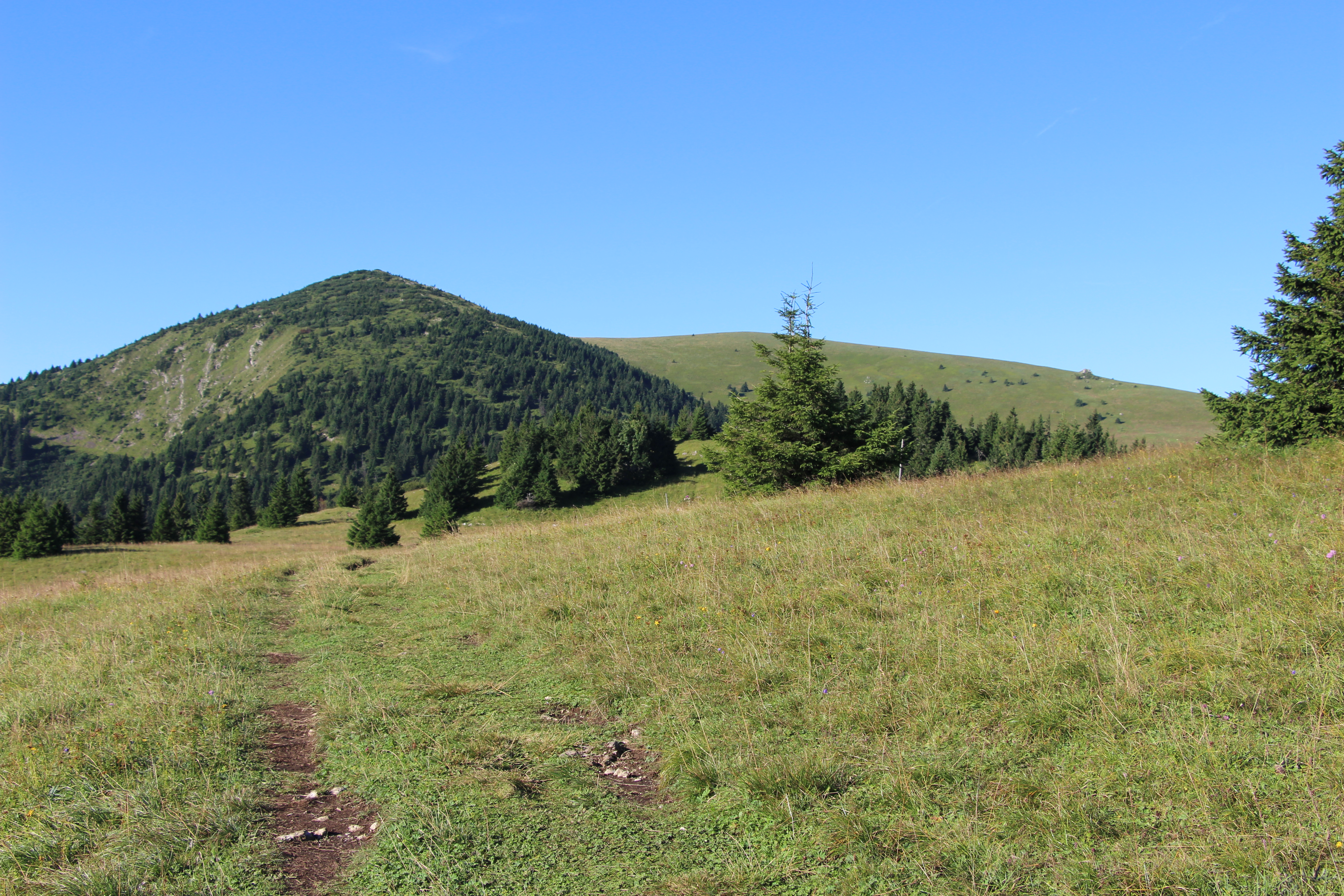
Chyžky
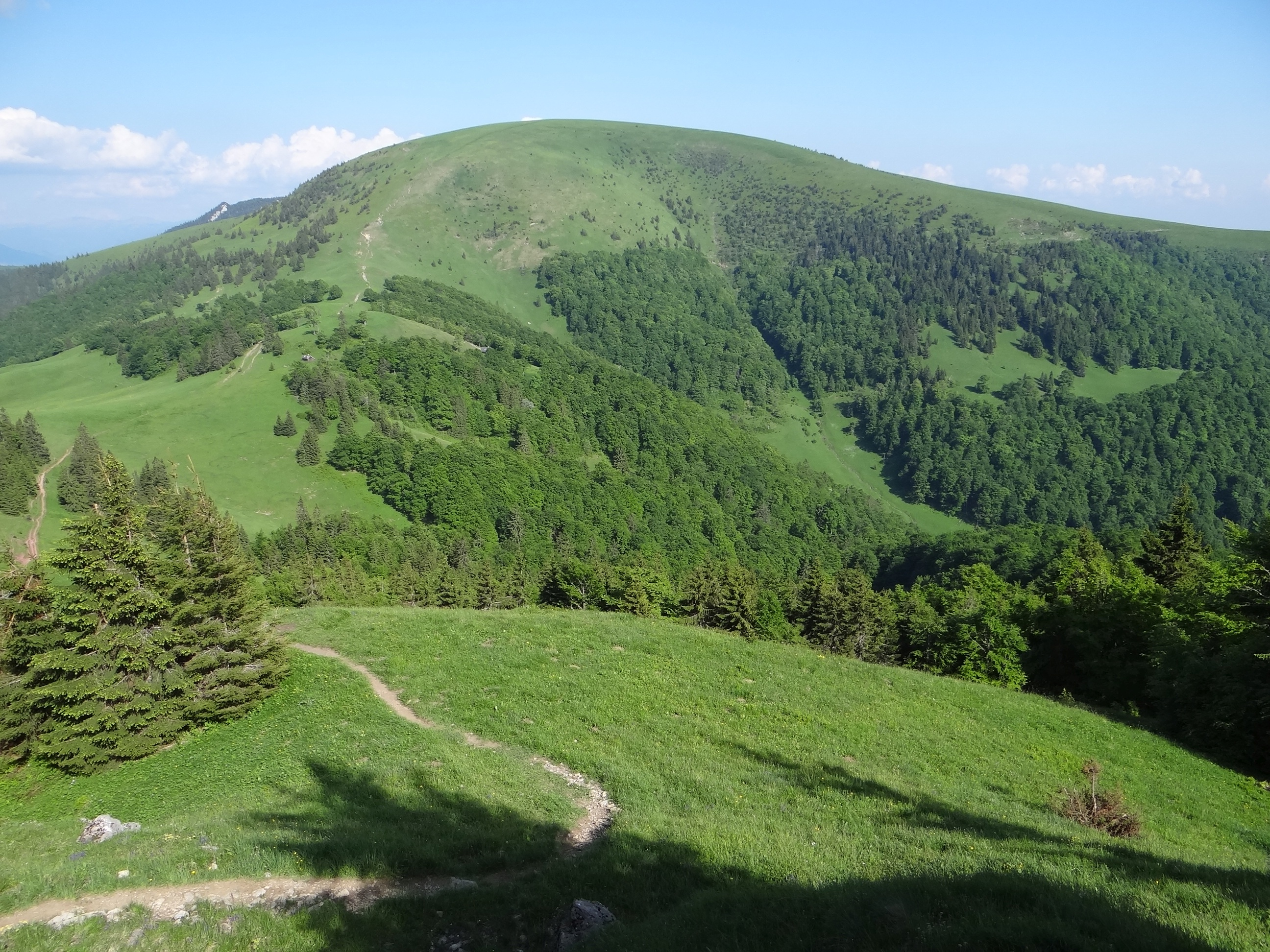
Ploská
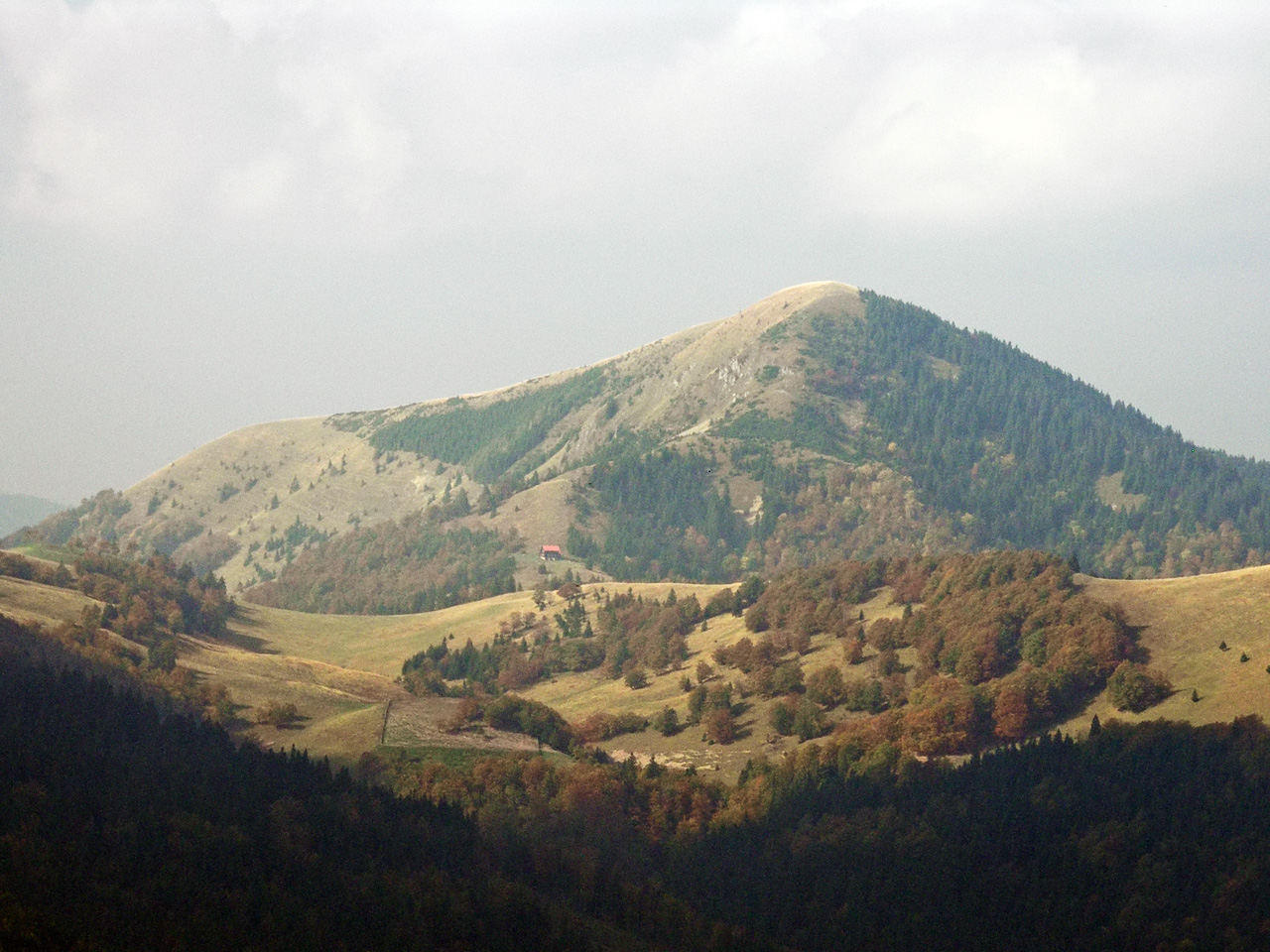
Borišov
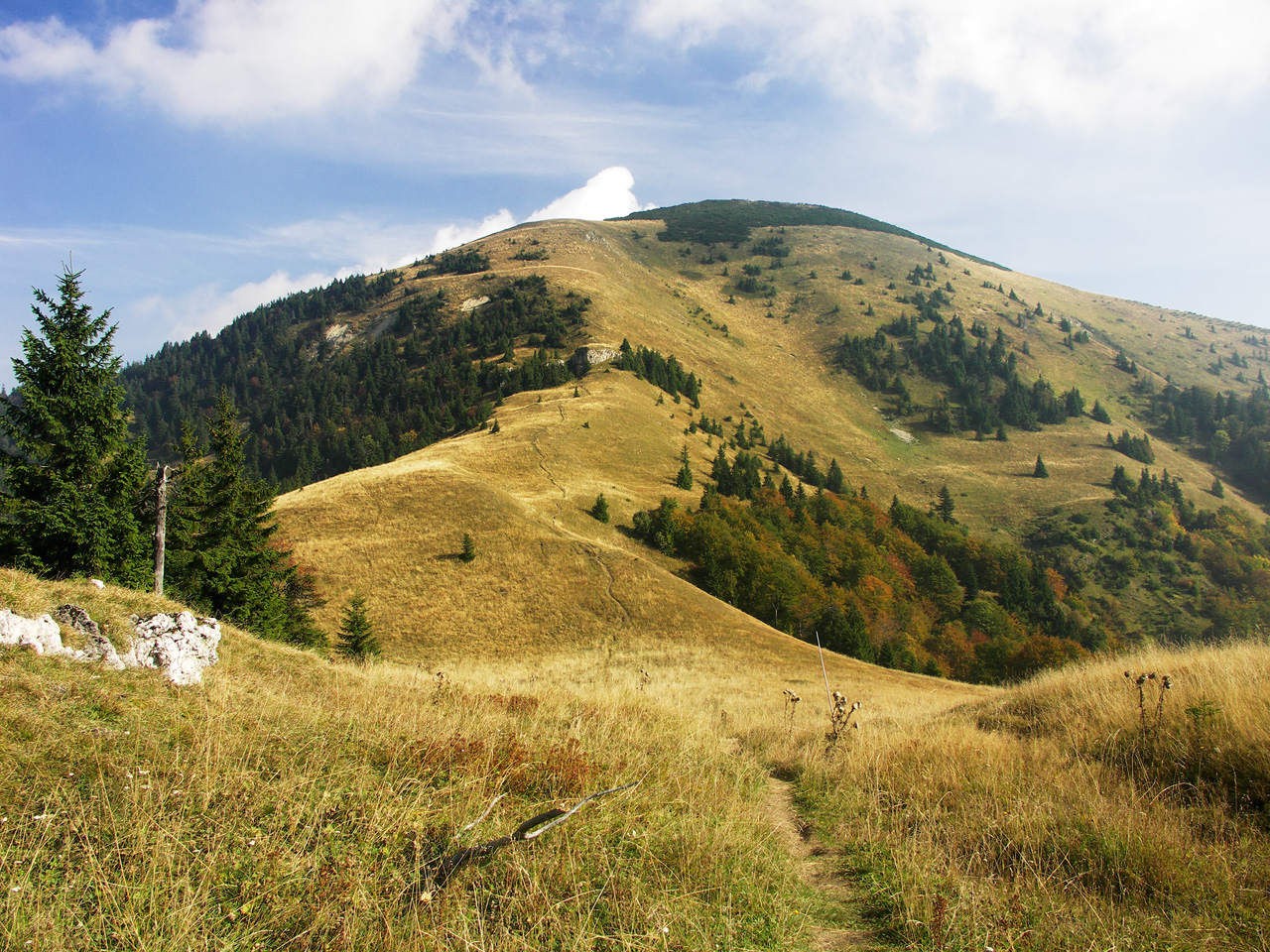
Rakytov
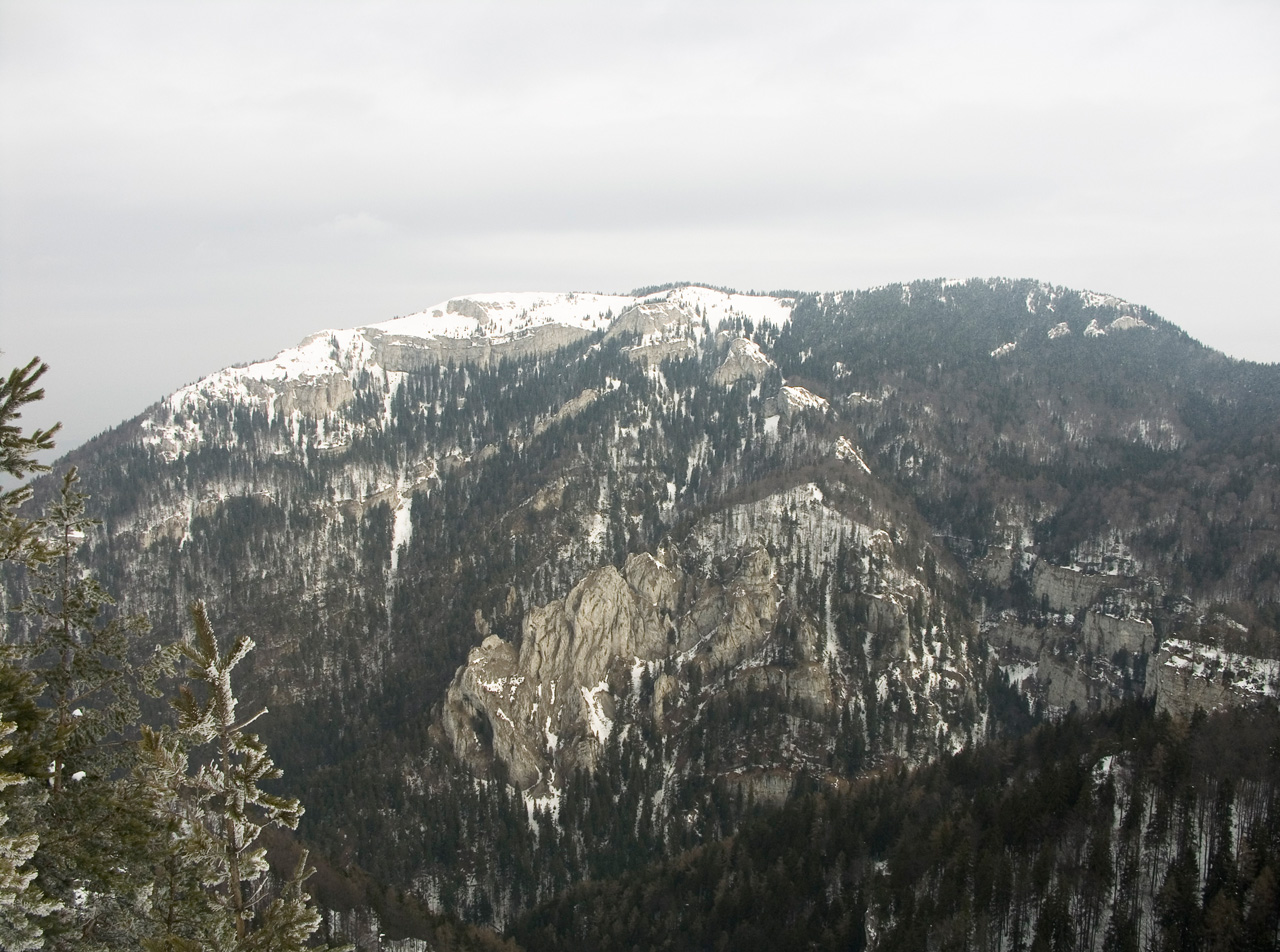
Tlstá
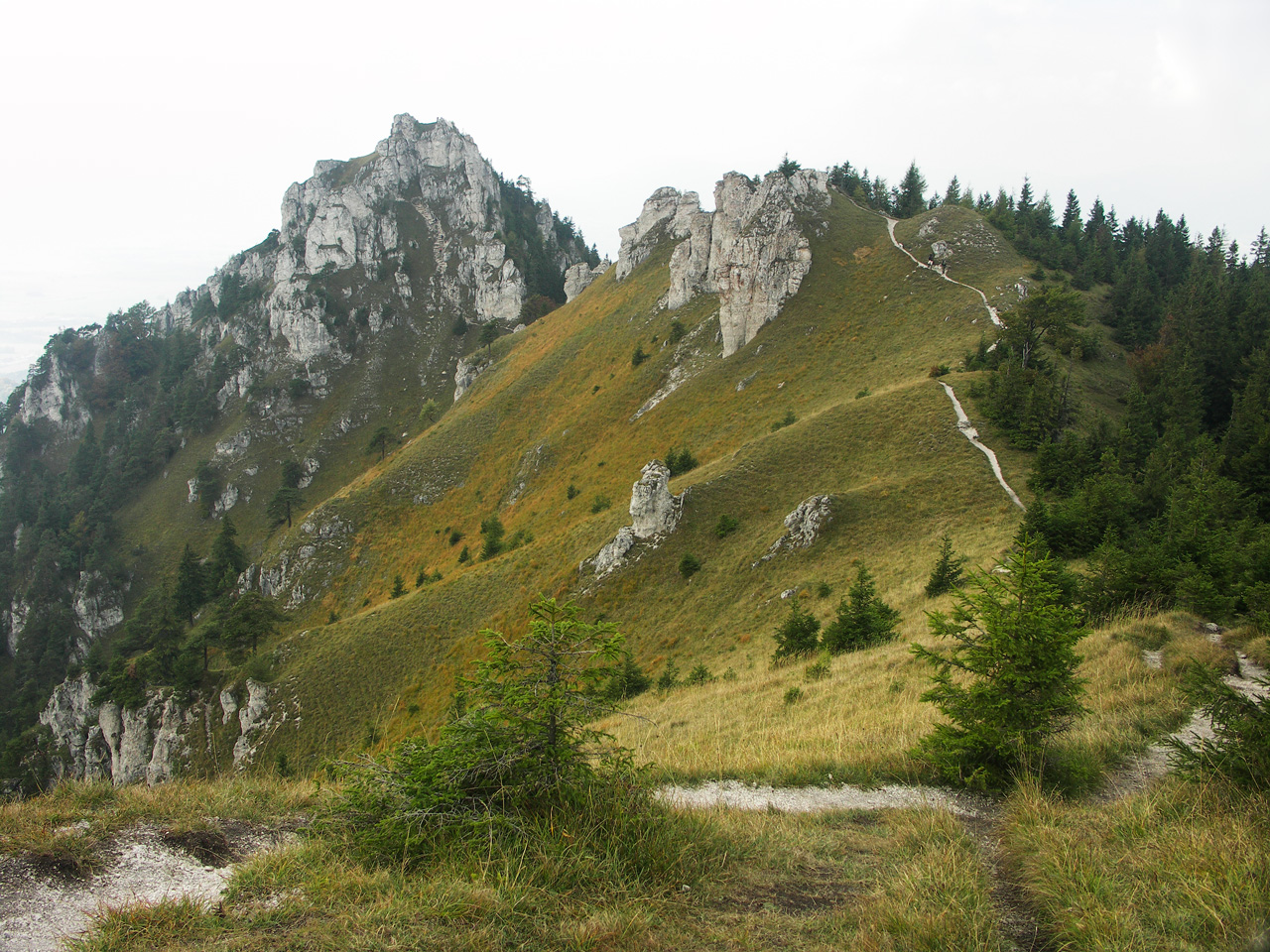
Ostrá
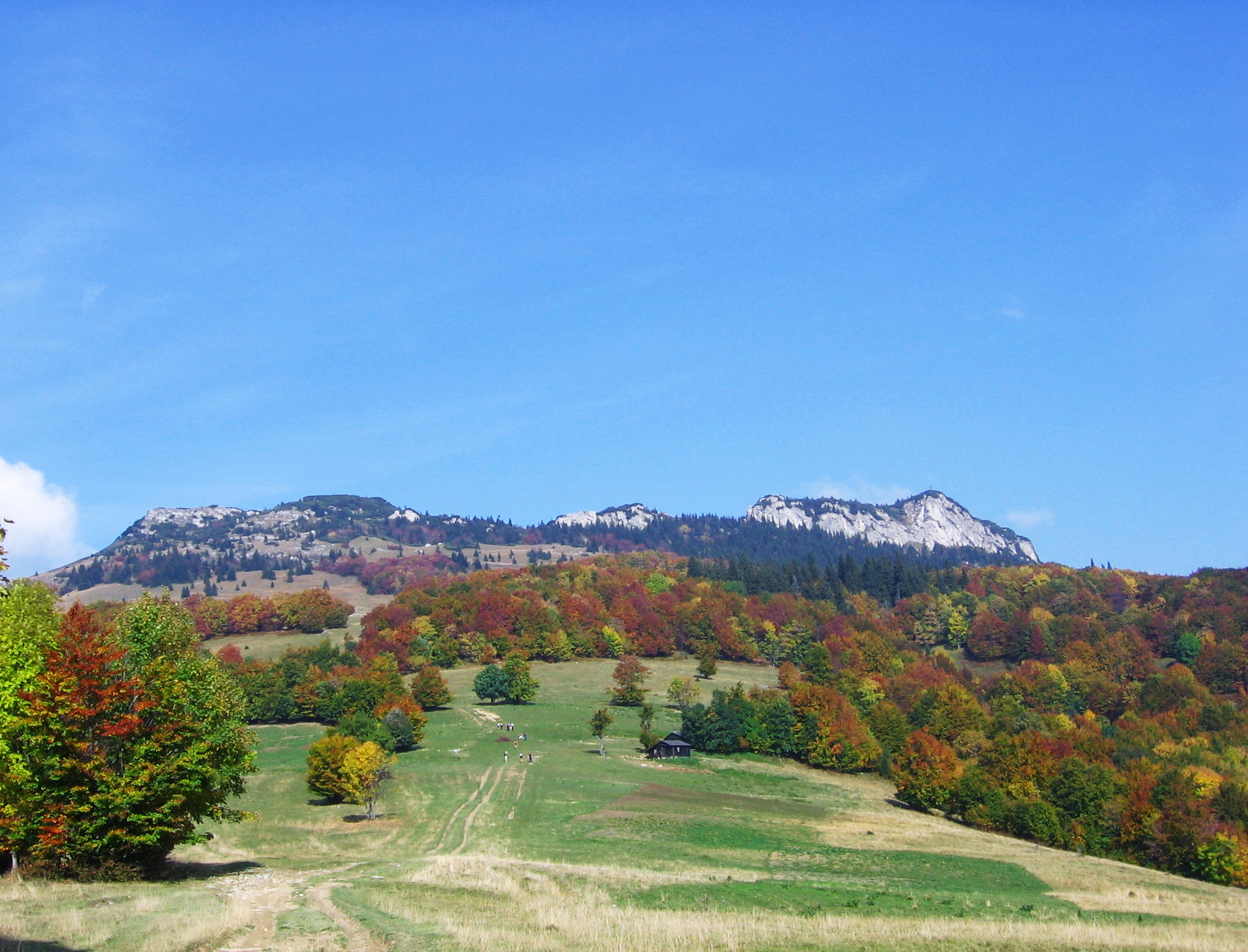
Čierny kameň